# Sepmes
Sepmes (prononcer /sɛm/ ) est une commune française du département d'Indre-et-Loire, en région Centre-Val de Loire.
Elle fait partie de la Communauté de communes Loches Sud Touraine créée le 1er janvier 2017.

## Géographie

### Localisation

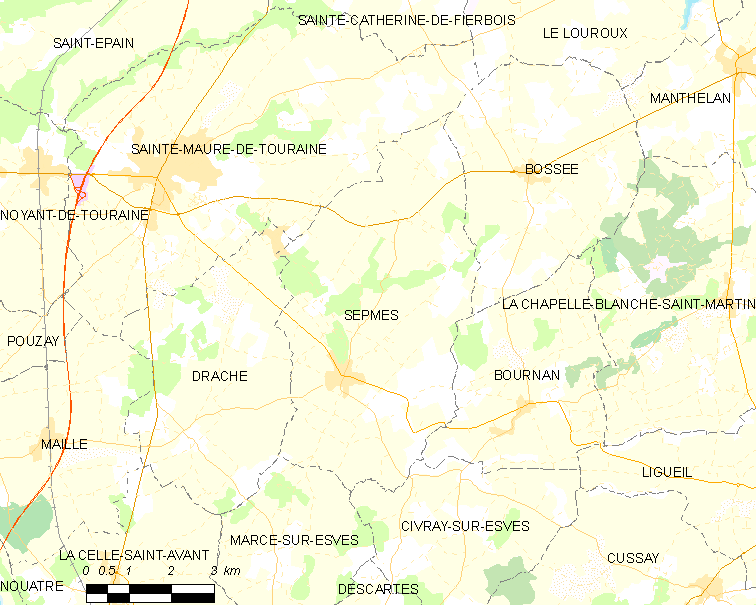
Localisation de la commune de Sepmes

Sepmes fait partie de la communauté de communes Loches Sud Touraine.

À vol d'oiseau, le village de Sepmes se situe à 36,1 km de Tours, à 25,3 km de Loches, à 29,4 km de Châtellerault, à 34,1 km de Chinon, à 10,6 kmn de Descartes, le chef-lieu de canton et à 6,4 km de Sainte-Maure-de-Touraine, la ville la plus proche. Les deux villages les plus proches sont Civray-sur-Esves et Draché (3,8 km).

### Communes limitrophes
Sepmes est limitrophe des communes suivantes
|        | Sainte-Maure-de-Touraine          |                 |
| Draché | Sepmes                            | Bossée, Bournan |
|        | Marcé-sur-Esves, Civray-sur-Esves |                 |

### Géologie et relief
La superficie de la commune est de 2 859 hectares ; son altitude varie entre 60 et 119 mètres.

### Hydrographie

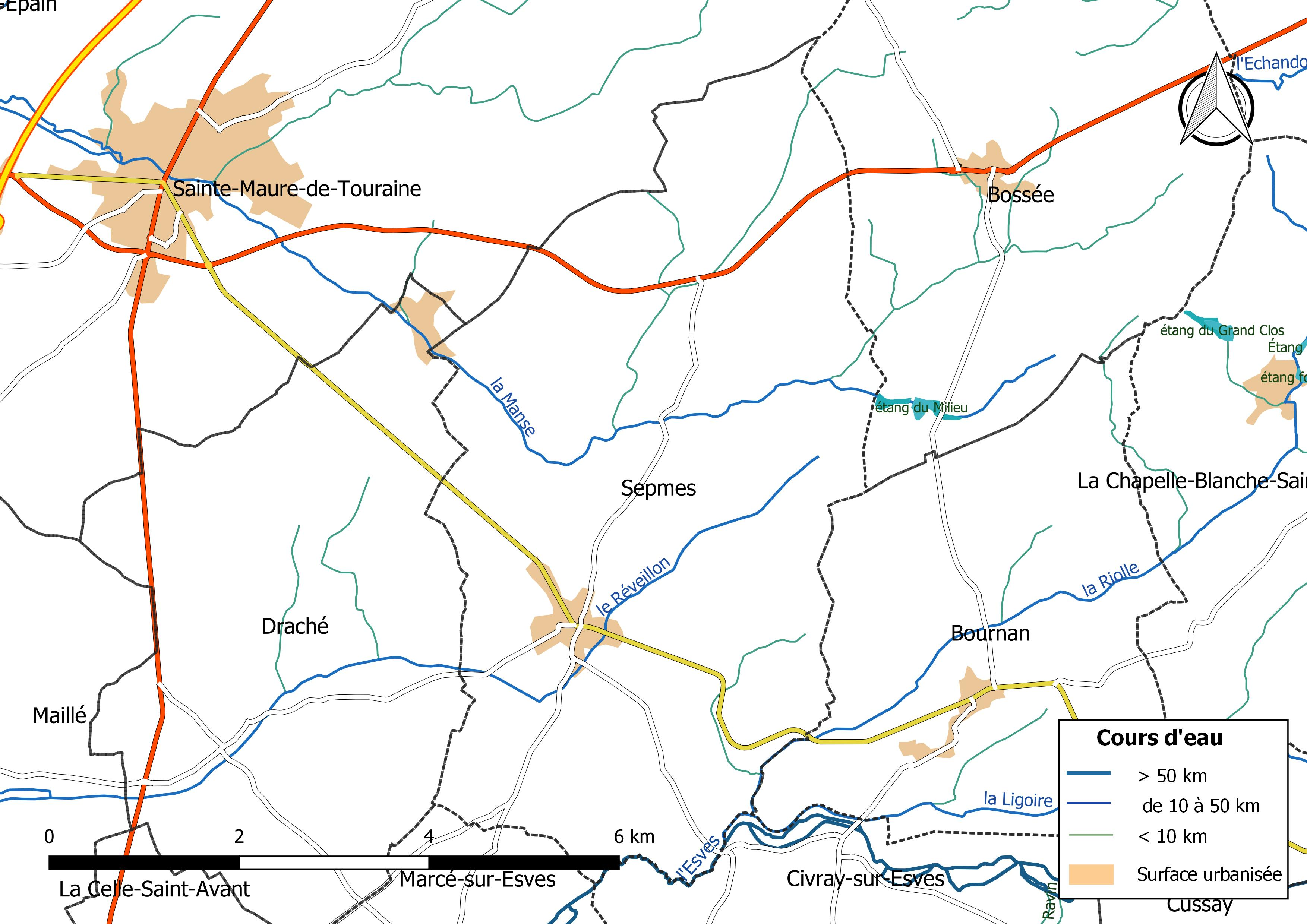
Réseau hydrographique de Sepmes.

Le réseau hydrographique communal, d'une longueur totale de 20,67 km, comprend cinq cours d'eau notables, l'Esves (0,658 km) et la Manse (5,31 km), la Ligoire (0,141 km), la Riolle (0,621 km) et le Réveillon (4,99 km), et quatre petits cours d'eau pour certains temporaires,. À Sepmes le Réveillon est appelé la Louine.
L'Esves, d'une longueur totale de 39,3 km, prend sa source à 135 m d'altitude à Betz-le-Château et se jette dans la Creuse à Descartes, à 44 mètres d'altitude, après avoir traversé 12 communes.
Sur le plan piscicole, l'Esves est classée en deuxième catégorie piscicole. Le groupe biologique dominant est constitué essentiellement de poissons blancs (cyprinidés) et de carnassiers (brochet, sandre et perche).
La Manse, d'une longueur totale de 30,5 km, prend sa source à une altitude de 117 m sur la commune de Bossée et se jette dans la Vienne à L'Île-Bouchard, à 32 m d'altitude, après avoir traversé 11 communes.
Sur le plan piscicole, la Manse est également classée en deuxième catégorie piscicole.
La Ligoire, d'une longueur totale de 20,9 km, prend sa source dans la commune de Varennes et se jette dans l'Esves à Sepmes, après avoir traversé 8 communes.
Sur le plan piscicole, la Ligoire est également classée en deuxième catégorie piscicole.
La Riolle, d'une longueur totale de 11,4 km, prend sa source dans la commune de La Chapelle-Blanche-Saint-Martin et se jette dans la Ligoire au point limite Bournan-Sepmes-Civray, après avoir traversé 3 communes.
Sur le plan piscicole, la Riolle est également classée en deuxième catégorie piscicole.
Le Réveillon (la Louine à Sepmes), d'une longueur totale de 15,2 km, prend sa source dans la commune de Sepmes et se jette dans la Vienne à Nouâtre, après avoir traversé 5 communes.
Sur le plan piscicole, le Réveillon est également classé en deuxième catégorie piscicole.

### Climat
Pour des articles plus généraux, voir Climat du Centre-Val de Loire et Climat d'Indre-et-Loire.
En 2010, le climat de la commune est de type climat océanique dégradé des plaines du Centre et du Nord, selon une étude du CNRS s'appuyant sur une série de données couvrant la période 1971-2000. En 2020, Météo-France publie une typologie des climats de la France métropolitaine dans laquelle la commune est exposée à un climat océanique altéré et est dans la région climatique  Moyenne vallée de la Loire, caractérisée par une bonne insolation (1 850 h/an) et un été peu pluvieux. 
Pour la période 1971-2000, la température annuelle moyenne est de 11,5 °C, avec une amplitude thermique annuelle de 14,8 °C. Le cumul annuel moyen de précipitations est de 721 mm, avec 10,9 jours de précipitations en janvier et 6,4 jours en juillet. Pour la période 1991-2020, la température moyenne annuelle observée sur la station météorologique de Météo-France la plus proche, sur la commune de Saint-Épain à 13 km à vol d'oiseau, est de 12,3 °C et le cumul annuel moyen de précipitations est de 745,6 mm,. Pour l'avenir, les paramètres climatiques de la commune estimés pour 2050 selon différents scénarios d'émission de gaz à effet de serre sont consultables sur un site dédié publié par Météo-France en novembre 2022.

### Biodiversité

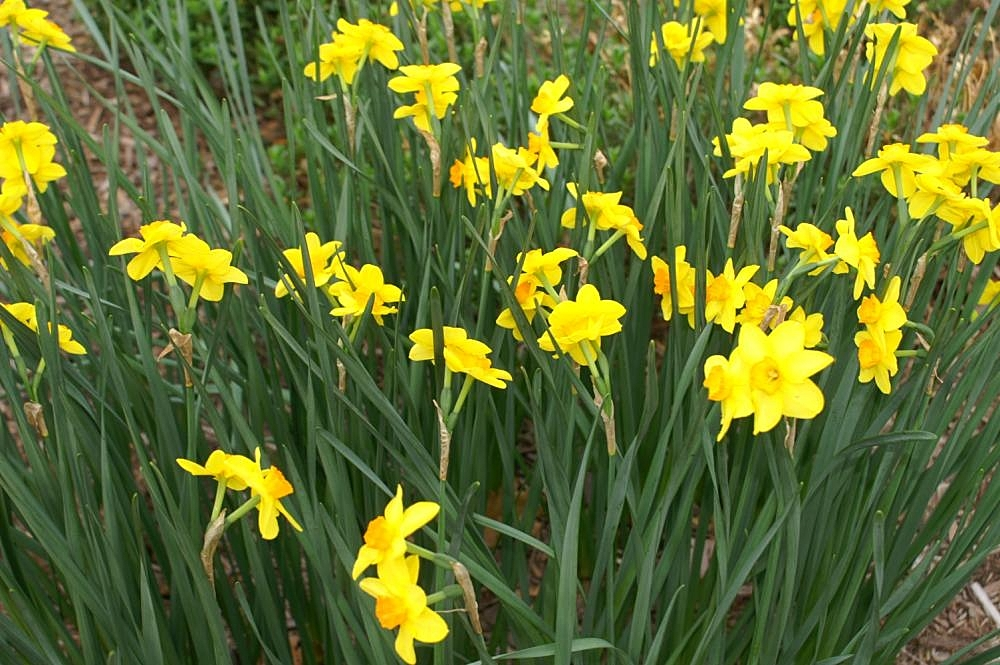
La jonquille véritable (Narcissus jonquilla)

La jonquille est la fleur emblématique de Sepmes. Très recherchée, elle est l'objet d'un arrêté municipal de protection.

### Voies de communication et transports
Le territoire de la commune est traversé par la RD59 (route Sainte-Maure-de-Touraine - Ligueil) ; le nord de la commune est également desservi par la RD760, qui relie Sainte-Maure-de-Touraine à Loches. Enfin, la nouvelle LGV SEA (Sud Europe Atlantique), en service depuis le 6 juillet 2017, passe par le nord-ouest de la commune, la gare SNCF la plus proche étant celle de Sainte-Maure-de-Touraine-Noyant à 8,5 km sur la ligne classique Poitiers-Tours.

## Urbanisme

### Typologie
Au 1er janvier 2024, Sepmes est catégorisée commune rurale à habitat dispersé, selon la nouvelle grille communale de densité à sept niveaux définie par l'Insee en 2022.
Elle est située hors unité urbaine. Par ailleurs la commune fait partie de l'aire d'attraction de Tours, dont elle est une commune de la couronne,. Cette aire, qui regroupe 162 communes, est catégorisée dans les aires de 200 000 à moins de 700 000 habitants,.

### Occupation des sols
L'occupation des sols de la commune, telle qu'elle ressort de la base de données européenne d’occupation biophysique des sols Corine Land Cover (CLC), est marquée par l'importance des territoires agricoles (87,5 % en 2018), en diminution par rapport à 1990 (88,4 %). La répartition détaillée en 2018 est la suivante : 
terres arables (77 %), forêts (9,4 %), prairies (9 %), zones urbanisées (1,9 %), zones agricoles hétérogènes (1,5 %), zones industrielles ou commerciales et réseaux de communication (1,2 %). L'évolution de l’occupation des sols de la commune et de ses infrastructures peut être observée sur les différentes représentations cartographiques du territoire : la carte de Cassini (XVIIIe siècle), la carte d'état-major (1820-1866) et les cartes ou photos aériennes de l'IGN pour la période actuelle (1950 à aujourd'hui).

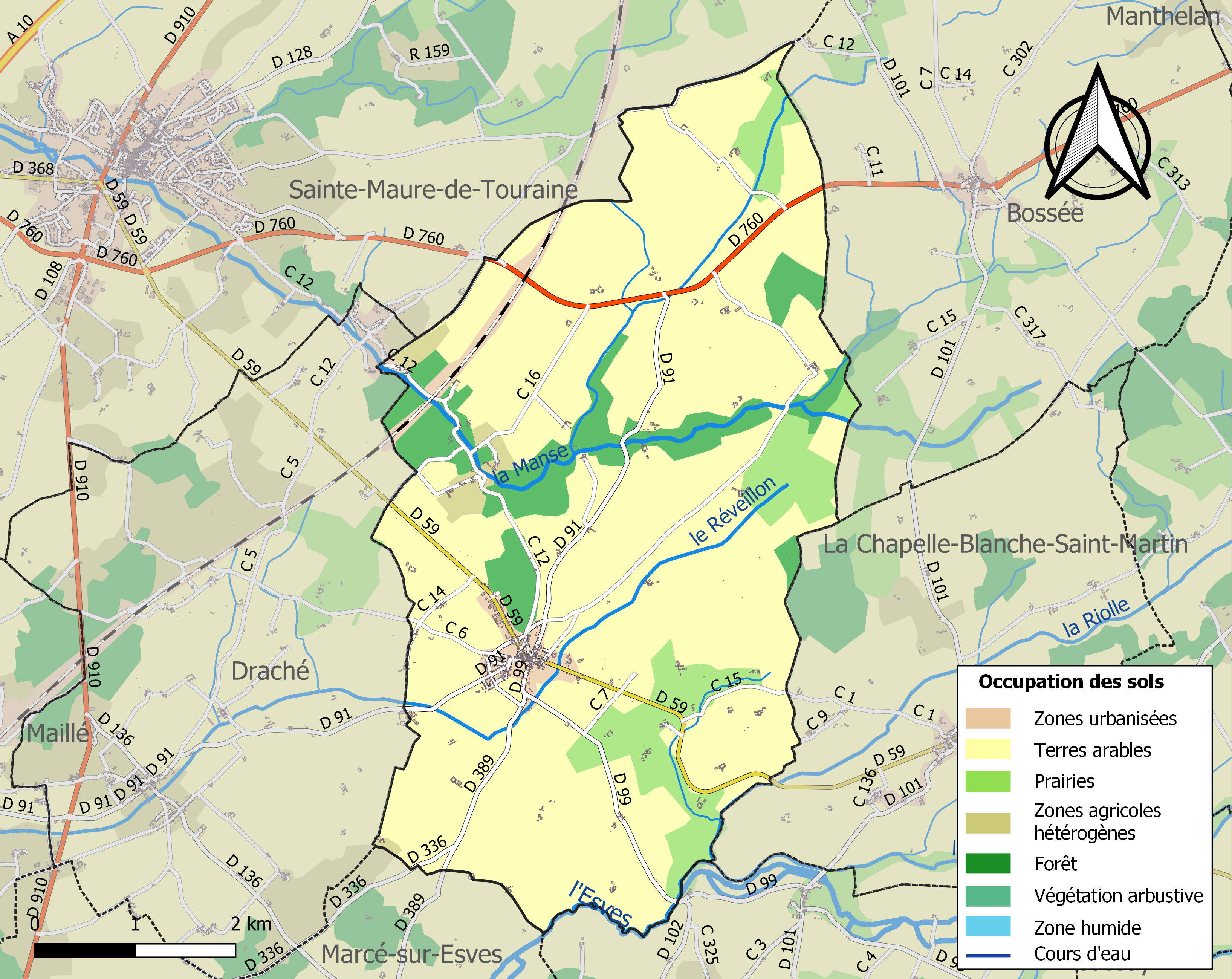
Carte des infrastructures et de l'occupation des sols de la commune en 2018 (CLC).

### Logement
En 2009, le nombre total de logements dans la commune était de 334, alors qu'il était de 313 en 1999.
Parmi ces logements, 83,9 % étaient des résidences principales, 8,0 % des résidences secondaires et 8,0 % des logements vacants. Ces logements étaient pour 95,6 % d'entre eux des maisons individuelles et pour 4,4 % des appartements.
La proportion des résidences principales, propriétés de leurs occupants était de 72,4 %, en hausse sensible par rapport à 1999 (65,9 %). La part de logements HLM loués vides (logements sociaux) était en hausse : 15,5 % contre 13,9 % en 1999, leur nombre ayant diminué de 44 à 37.

### Risques majeurs
Le territoire de la commune de Sepmes est vulnérable à différents aléas naturels : météorologiques (tempête, orage, neige, grand froid, canicule ou sécheresse) et séisme (sismicité faible). Un site publié par le BRGM permet d'évaluer simplement et rapidement les risques d'un bien localisé soit par son adresse soit par le numéro de sa parcelle.

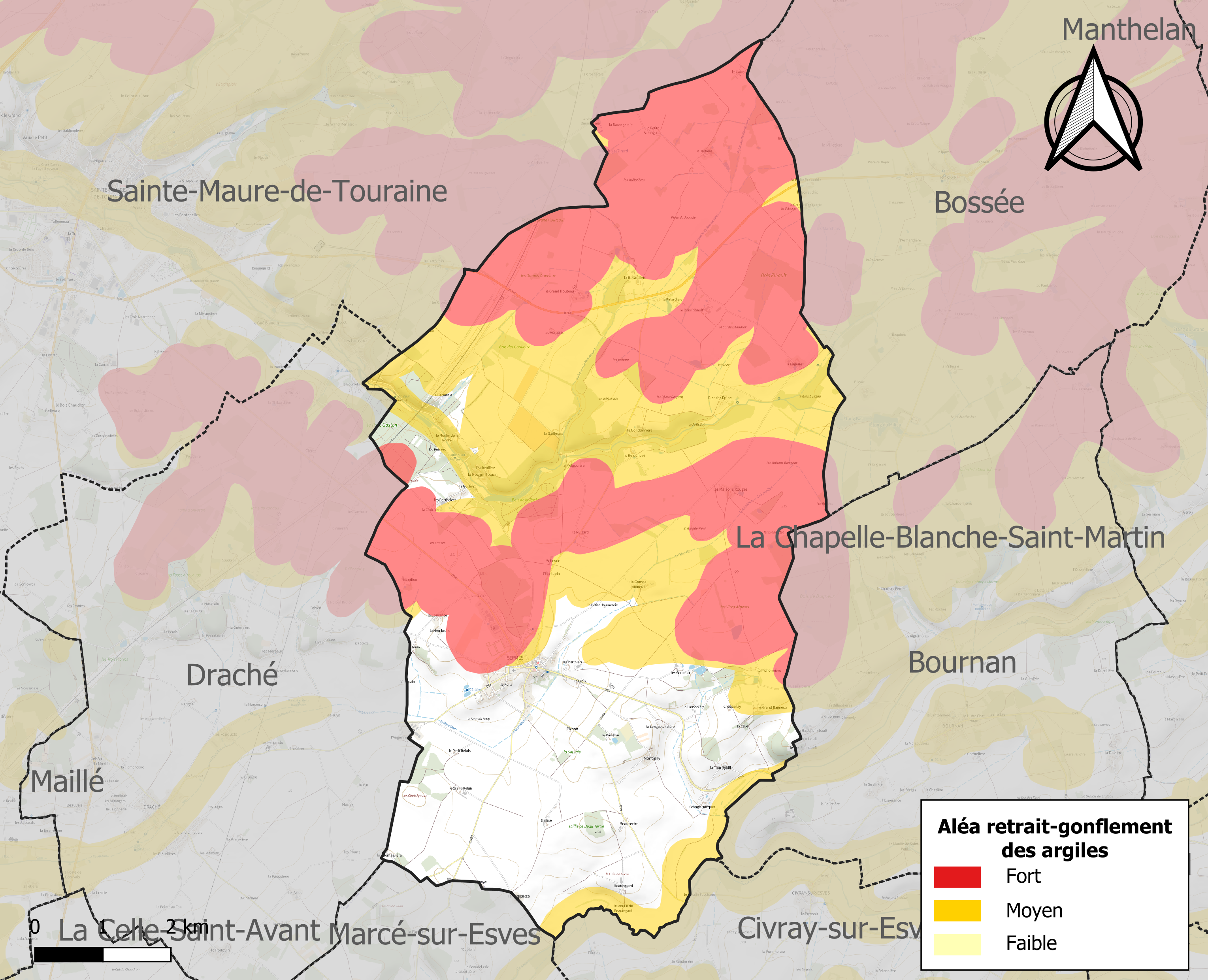
Carte des zones d'aléa retrait-gonflement des sols argileux de Sepmes.

Le retrait-gonflement des sols argileux est susceptible d'engendrer des dommages importants aux bâtiments en cas d’alternance de périodes de sécheresse et de pluie. 70,8 % de la superficie communale est en aléa moyen ou fort (90,2 % au niveau départemental et 48,5 % au niveau national). Sur les 372 bâtiments dénombrés sur la commune en 2019, 158 sont en aléa moyen ou fort, soit 42 %, à comparer aux 91 % au niveau départemental et 54 % au niveau national. Une cartographie de l'exposition du territoire national au retrait gonflement des sols argileux est disponible sur le site du BRGM,.
Concernant les mouvements de terrains, la commune a été reconnue en état de catastrophe naturelle au titre des dommages causés par la sécheresse en 2003 et 2019, par des mouvements de terrain en 1999 et 2019 et par des glissements de terrain en 1993.

## Toponymie
Il existerait plusieurs possibilités quant à l'origine latine du mot Sepmes :
- soit de septima ecclesia : l'église de Sepmes serait la septième église construite en Touraine par saint Gatien, dit aussi Gatien de Tours, mort en 300, l'un des sept évêques envoyés par le Pape Fabien pour évangéliser la Gaule vers 250[30].
- soit de septimana villa ou Septimi villa, le domaine de Septime, (septimanas terras, les terres septimiennes, n'est pas impossible et comporte le s final). Ce Septime ou Septimus, dont l'existence n'a pas été démontrée, jouit d'une grande popularité dans le nouveau folklore de Sepmes.
- soit de ad septimum milliarium (au septième milliaire)[31], c'est-à-dire à 7 milles romaines de la limite territoriale Turons-Pictons, sur la voie romaine Poitiers-Amboise
- soit de ad septimam decimam leucam, indiquant une situation à la dix-septième lieue gauloise sur cette même voie[32] (en partant de Poitiers ?), ce qui semble peu.

## Histoire

### Antiquité et Moyen Âge

#### Premières mentions
Sepmes était située sur le territoire de la tribu gauloise des Turones (Civitas Turonorum selon César) et à proximité d'un de leurs cinq oppidum aujourd'hui reconnus, l'Oppidum des Deux-Manses construit vers 200 avant J.C. au nord-ouest de l'actuelle Sainte-Maure.
Selon une légende, au Ve siècle, l'évêque breton saint Gratien (à ne pas confondre avec Gatien de Tours, parfois orthographié également Gratien), assassiné par des « barbares », aurait été enterré à Sepmes, et une chapelle y aurait été construite, à l'emplacement actuel de l'église.

#### La problématique de la voie romaine, du chemin de Saint-Jacques-de-Compostelle et de la bataille de Poitiers
Une voie romaine Poitiers-Amboise (autre oppidum important) aurait traversé Sepmes, l'itinéraire de La Celle-Saint-Avant à Manthelan aurait emprunté l'actuel chemin rural no 7 de La Celle à Manthelan, si cette hypothèse est exacte. À Sepmes, ce chemin était connu sous le nom de Chemin de Saint-Jacques. Entre Manthelan et Amboise, on parlait plutôt de la Route de Paris à Bordeaux.
Il existe quelques indices étayant l'hypothèse de cette localisation de Sepmes sur le chemin de Saint-Jacques-de-Compostelle, en particulier cette épitaphe apposée sur un mur de l'église de Guyencourt (Aisne) :
« MESSIRE JEHAN LEFEVRE PRETRE NATIF DE GUIENCOURT ESTANT AU RETOUR DE SAINT JACQUES ACCOMPAGNE DE SON PERE GUILLAUME LEFEBVRE ET GERARD SON FRERE EUX ENSEMBLE ETANT DU PAYS DU BEARN A LA PAROSSE DE LA MADELINNE DEUX LIEUX PRES DE SAINT JEAN DE PIED DE PORCQUE MESSIRE JEHAN LEFEBVRE RENDIT SON AME LE 17eme JOUR DE Novembre 1556 ETANT AU VOYAGE DE TOURRAINE A LA PAROISSE DECEME DEUX LIEU PRES DU PORC PILE RENDIT AUSSI SON AME A DIEU LE 19eme JOUR DE DECEMBRE AN ET JOUR QUE DESSUS CELUI QUI FAIT FAIRE CE PRESENT EPITAPHE GUILLAUME LEFBVRE DEMEURANT A GUIENCOURT PELERIN DE SAINT JACQUES DEPUIS SON RETOUR EN COMMEMORATION DE LUI ET DE SES DEUX FILS PRIEZ DIEU POUR LEURS AMES EN L'AN 1517 FUT PLANTE L'ARBRE AU DESSUS LA MONTAGNE ».

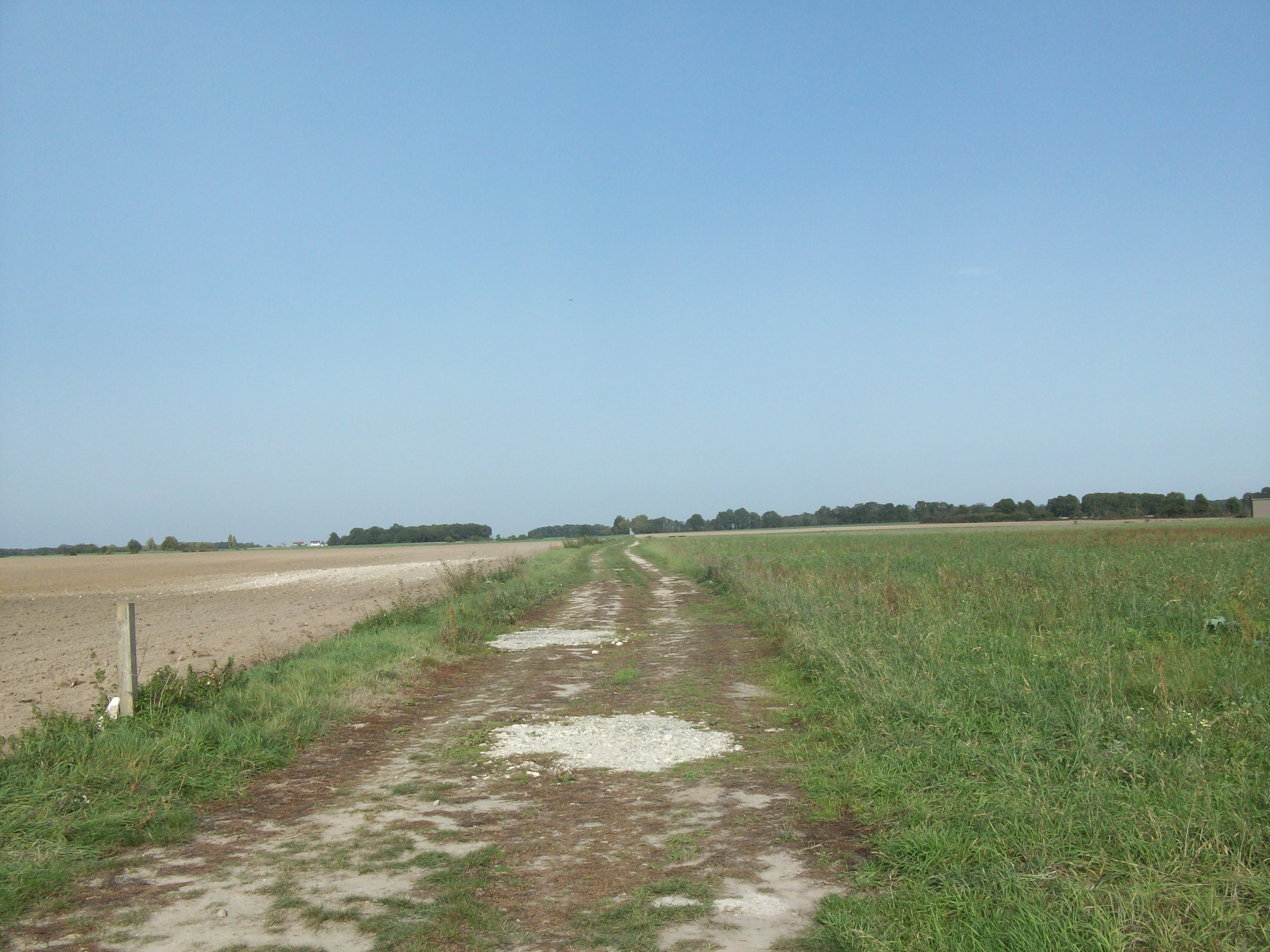
Le chemin rural no 7 dit aussi Chemin de Saint-Jacques, ici près du lieu-dit Les Anneaux, est-il une ancienne voie romaine?

Ce texte suppose que Port-de-Piles et Sepmes se trouvaient sur le Chemin. On peut aussi remarquer les noms de lieux-dits : La Croix-Saint-Jacques et Galice (la Communauté autonome de Galice en Espagne a encore aujourd'hui Saint-Jacques de-Compostelle pour capitale politique), hameaux très proches du chemin rural no 7. D'autres noms de hameaux proches Le Petit relais, le Grand Relais et peut-être Les Anneaux pourraient évoquer l'existence passée de haltes à chevaux. Les Maisons rouges  faisait souvent référence à la coutume de peindre en rouge les façades des auberges le long des axes de communication (mais ce peut être simplement un nom donné à des maisons de briques). De même, la Pierre de Faon située près de Galice (mais à Marcé-sur-Esves) n'est qu'à quelques dizaines de mètres du Chemin, elle est généralement interprétée comme une pile romaine, type d'ouvrage fréquent le long des voies romaines.
La situation supposée de Sepmes sur cette voie romaine lui a valu d'être proposée comme site de la Bataille de Poitiers (732), par l'historien Marcel Baudot (selon Pierre-Marie Danquigny). Aucune preuve n'a jamais été apportée et 27 autres communes sont candidates ! Les légendes johanniques de Sainte-Catherine-de-Fierbois précisent cependant que « le lendemain de la bataille, Charles Martel extermina les infidèles dans les bois près de Sainte-Maure avant de déposer son épée (qui deviendra celle de Jeanne d'Arc) dans l'église de Sainte-Catherine-de-Fierbois ». Cela serait compatible avec la proposition de Sepmes, mais en fait ces légendes ont probablement été écrites après la mort de Jeanne à des fins de propagande. Une autre légende (incompatible avec sa vie au Ve siècle), issue du bréviaire de l'abbaye de Noyers, place la mort de Saint-Gratien en 732 à l'issue d'un combat périphérique à la bataille de Poitiers entre Sepmes et Bournan. Il est ici aussi enterré à Sepmes.
Les auteurs anglo-saxons appellent la bataille de Poitiers Battle of Tours et les auteurs arabes معركة بلاط الشهداء, c'est-à-dire Bataille de la Chaussée des Martyrs, ce qui accrédite l'idée que cette bataille a pu avoir lieu à proximité d'une ancienne voie romaine en Touraine.
Cette légende est régulièrement reprise par les producteurs de fromage de chèvre « Sainte-maure-de-touraine » bien représentés à Sepmes qui disent parfois tenir l'origine de leurs techniques des conquérants maures. De même, dans GEO, on a pu lire : « Charles Martel bat les Sarrasins à Sepmes non loin de Poitiers ».

#### La féodalité et la Guerre de Cent-Ans

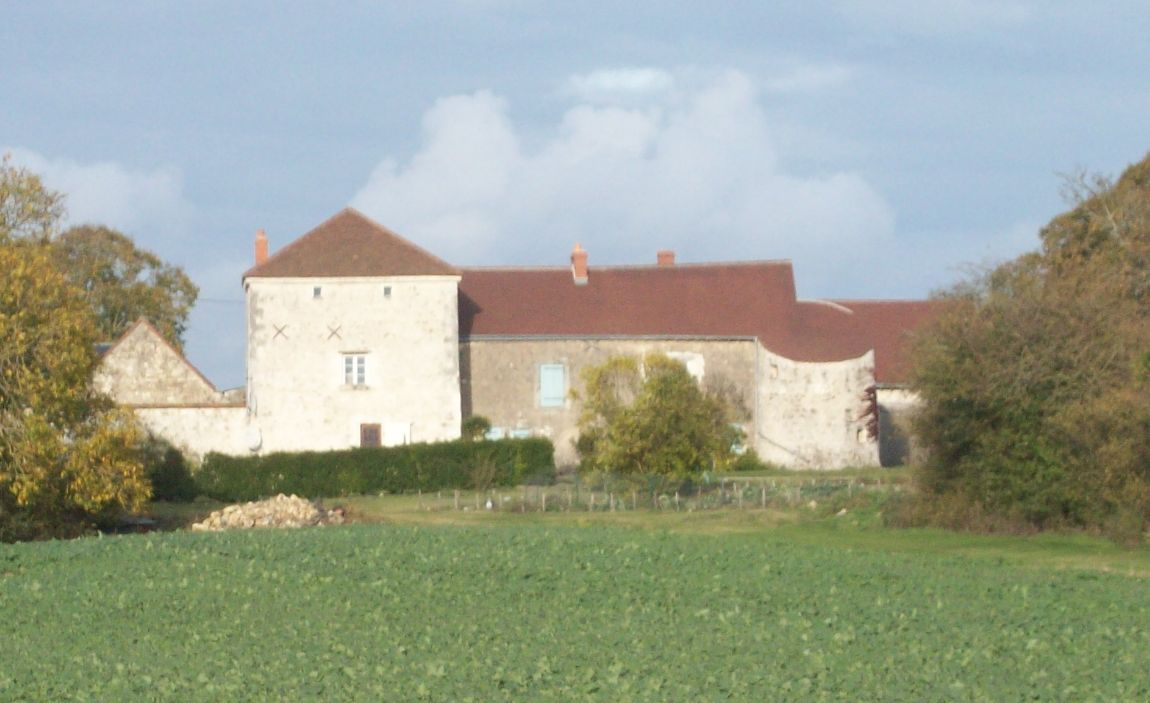
Maison forte de la Grande Joumeraie, probable demeure d'Oyel de Baygnan, capitaine écossais au service de Charles VII

L'église actuelle de Sepmes dédiée à Notre-Dame a été construite aux XIIe et XIIIe siècles. Il existait une forteresse depuis le XIIe siècle à Sepmes à l'emplacement de l'actuel château.
Au XIIIe siècle, une forteresse est édifiée à la Roche-Ploquin. Il n'en reste que des fondations sous l'actuel château.
Le premier seigneur connu de Sepmes est Guillaume de Baygnan en 1331 puis Gilles de Baygnan de 1393 à 1400. La châtellenie appartint ensuite à la famille Isoré puis à Gaucher d'Aloigny et à la famille de Thais.
Cependant, on trouve un seigneur du nom d'Oyel de Baygnan (nom d'adoption ?), « écuyer, seigneur de la Jommeraye (la Grande Joumeraie), paroisse de Semme (Sepmes) en Touraine et Écossois de nation... Il épousa Damoiselle Jeanne de Barros, fille de Pierre de Barros, chevalier seigneur du Puy de Semme ». Ce capitaine écossais aurait pu faire partie de la grande armée écossaise débarquée à La Rochelle en 1421. Avec des troupes françaises, cette armée remporta une victoire écrasante sur les Anglais (Bataille de Baugé) en mars 1421. C'est à la suite de cette victoire que le Dauphin Charles décida d'établir des Écossais en Touraine, leur chef, Archibald Douglas devenant Duc de Touraine. Baygnan survécut certainement à la Bataille de Verneuil (1424) qui vit l'anéantissement de l'armée écossaise, puisqu'il est mentionné sous Louis XI.

### Renaissance, guerres de Religion

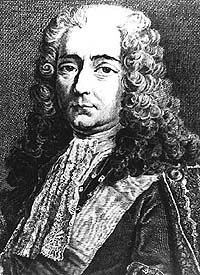
René-Louis d'Argenson, secrétaire d'État des Affaires étrangères (peu écouté) de Louis XV de 1744 à 1747 est plus connu comme écrivain ami de Voltaire. On lui doit la maxime libérale: « Laissez faire les hommes; laissez passer les marchandises » et... quelques dessins du château.

Une chapelle (chapelle du Crucifix) est ajoutée en 1533 à l'église, financée par les seigneurs du Puy et du Puisard de Sepmes, Jean Dubois et son neveu Jean Dubois curé de Rivarennes. 

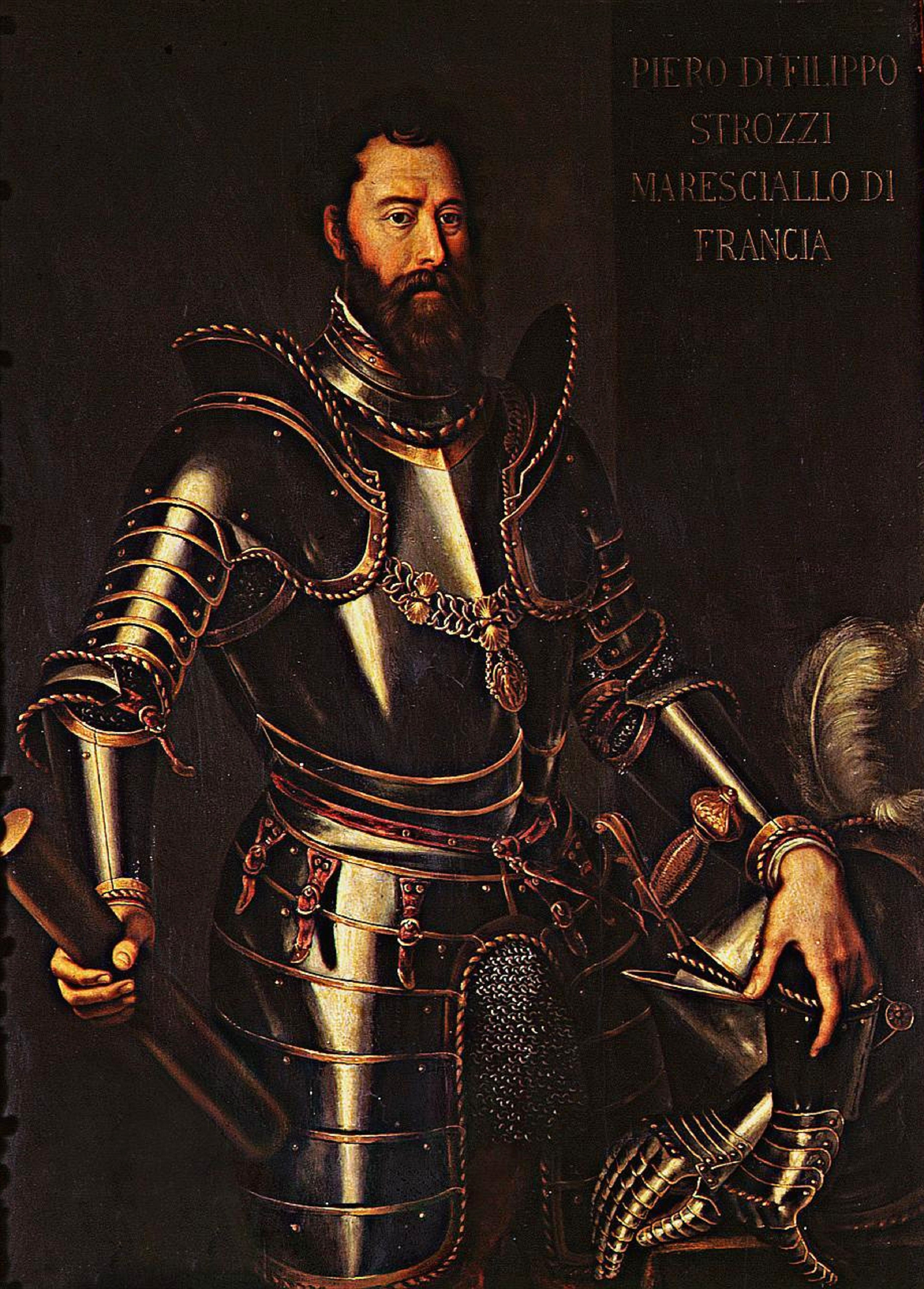
Pierre Strozzi, maréchal de France. Il acheta le château à Jean de Thais, probablement en proie à des difficultés financières mais Jeanne de Thais le récupéra en usant d'une procédure judiciaire.

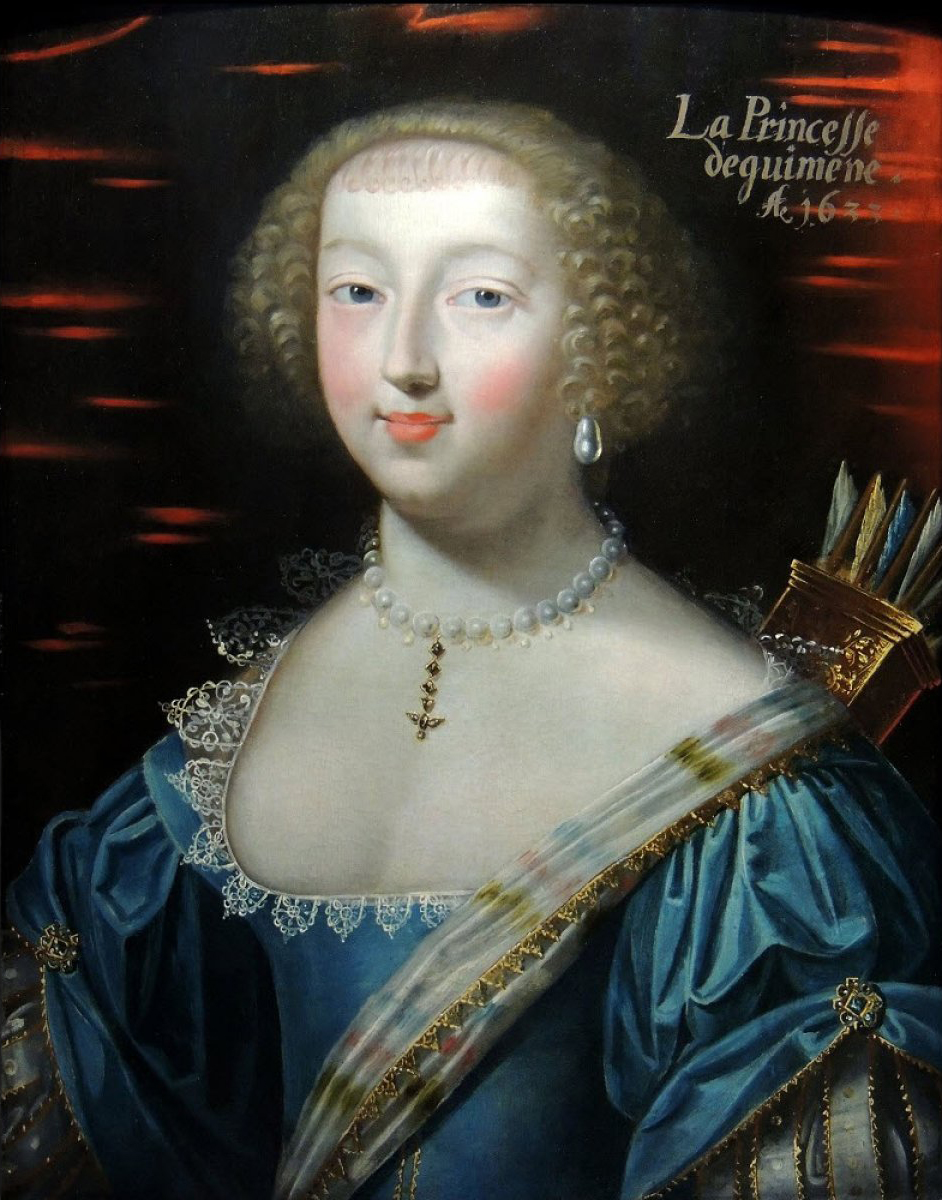
Anne de Rohan-Montbazon princesse de Guéméné, favorite royale, dame à part entière (seigneur) de Sainte-Maure, Nouâtre et la Haye à partir de 1667, est la donatrice de la cloche Anne de l'église.

Jean de Thais, gentilhomme de la maison du Roi (François Ier) et grand maître de l'artillerie de France en 1546, fait construire le château de Sepmes sur les ruines supposées de la forteresse. Désavoué par Henri II, il est démis de ses hautes fonctions et doit céder le château à la famille Strozzi : Pierre Strozzi, nommé maréchal de France en 1558 (il meurt cette même année) puis Philippe, son fils. Jean de Thais meurt au siège de Hesdin en 1553.
Jeanne de Thais, sa sœur, épouse de Louis Brossin de Méré, reprend le château par retrait lignager et devient alors dame de Sepmes. Elle obtient en 1583 la tenue d'un marché hebdomadaire et de cinq foires annuelles pour Sepmes qualifié de « bourg... fort opulent, assis en lieu fertile... orné de plusieurs grandes et belles maisons ».
En 1562 une chapelle contenant les reliques de saint Gratien fut dévastée par les protestants.
Le 8 septembre 1569, alors que le Duc d'Anjou (futur Henri III) commençait à rassembler les troupes royales à Sepmes et la Celle-Saint-Avant en vue d'attaquer les protestants en Poitou, il fut inquiété par des groupes ennemis qui se retirèrent bientôt devant le nombre et sa détermination. La bataille, victoire royale décisive, aura lieu le 3 octobre à Moncontour.
En 1588, Sainte-Maure, seigneurie suzeraine de Sepmes, est unie à Nouâtre et Montbazon érigé en duché (Louis VII de Rohan-Montbazon).

### xviiesiècle,xviiiesiècle

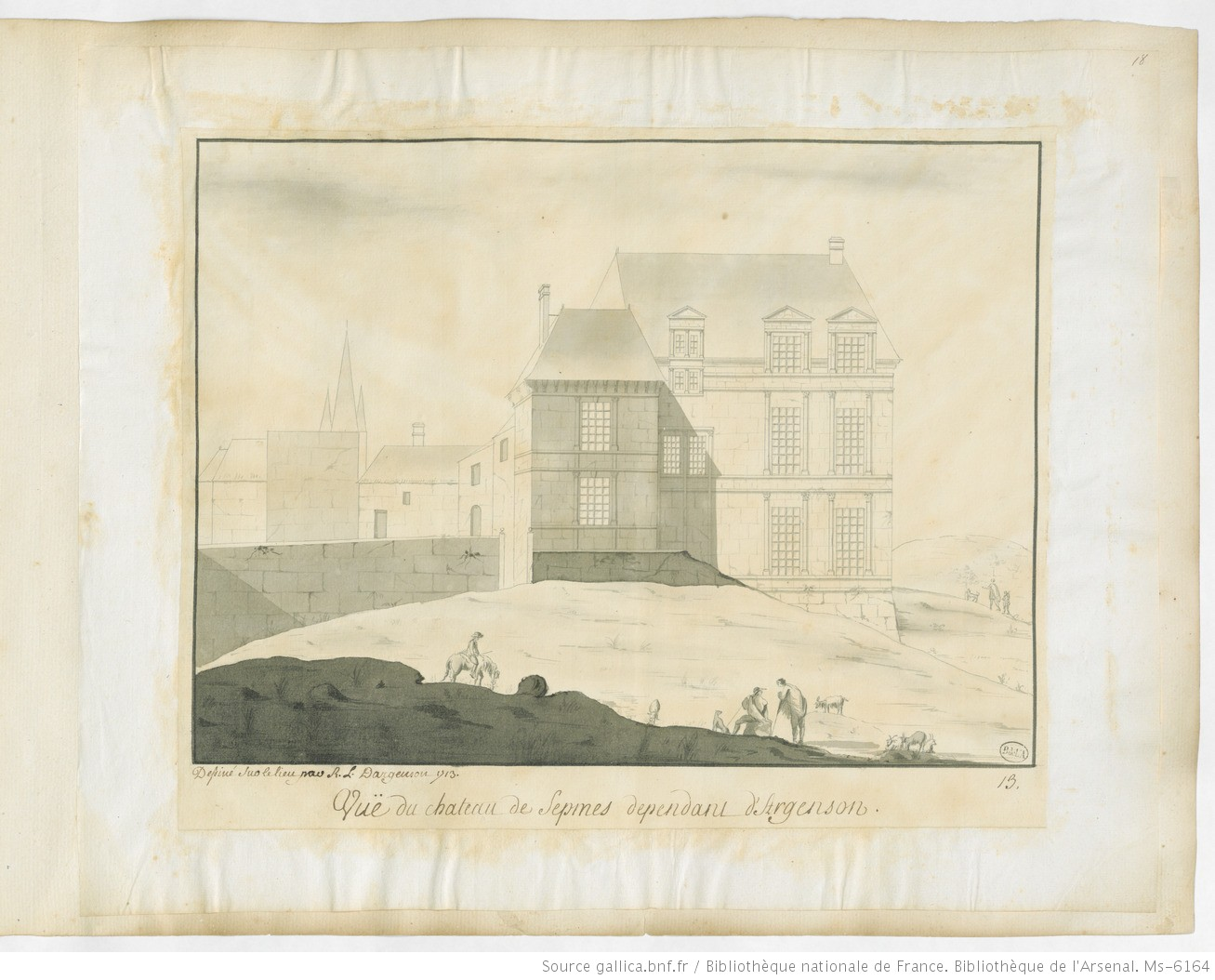
Le château de Sepmes et le clocher de l'église en 1713. On peut lire « Dessiné sur le lieu par R.L. d'Argenson, 1713 » et « Vüe du château de Sepmes dépendant d'Argenson »; conservé à la BnF.

Au début du XVIIe siècle, la seigneurie de Sepmes passe de la famille de Méré à la Maison de Rohan puis en 1702 à la Famille d'Argenson (la terre d'Argenson, aujourd'hui à Maillé, est érigée en marquisat en 1700). La dernière dame de Sepmes, à la fin de l'Ancien Régime en 1789, fut Marie-Marc-Aline d'Argenson, fille de Marc-René-Marie d'Argenson qui avait pris parti pour la Révolution.

La justice était rendue au nom du seigneur local en première instance. En appel, Sepmes dépendait du tribunal de Sainte-Maure où le seigneur nommait un bailli (appelé aussi sénéchal suivant les époques), un greffier et un procureur de cour. Le second appel et les crimes (meurtres, guet-apens, viols, incendies volontaires) relevaient de la justice du Roi : Sepmes était rattachée au bailliage royal de Chinon.

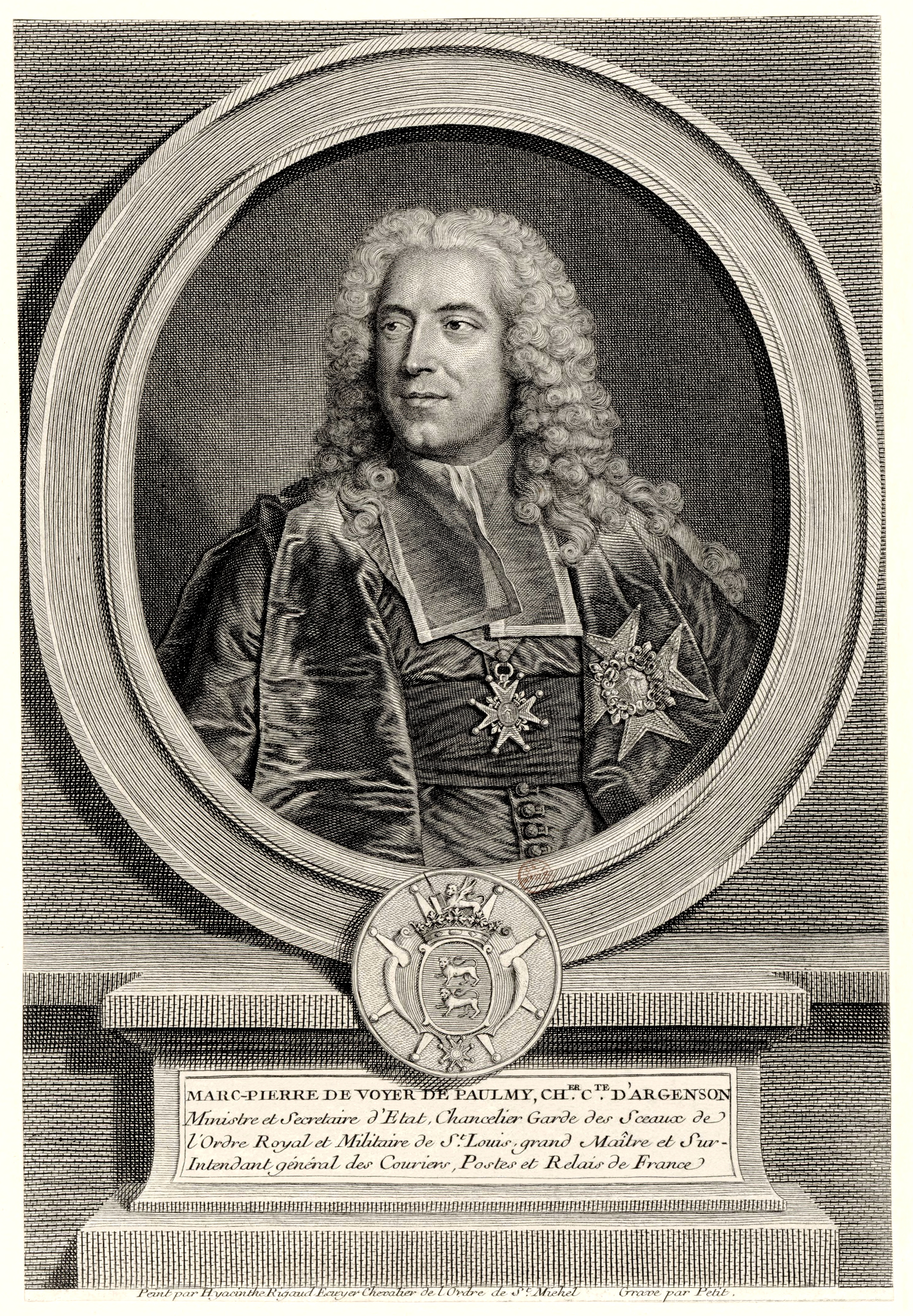
Marc-Pierre d'Argenson, influent ministre de Louis XV, seigneur de Sepmes. Les d'Argenson résidaient pour partie dans leur château des Ormes

Du point de vue religieux, la paroisse de Sepmes dépendait du doyenné de la Haye (Descartes) et du diocèse de Tours (le rôle des doyennés n'était déjà plus très important sauf pour la répartition d'une partie de la dîme); pour l'administration et les finances royales, Sepmes faisait partie du pays d'élection de Chinon et de la généralité de Tours; pour l'attribution du sel et le paiement de la gabelle, Sepmes dépendait du grenier à sel de la Haye.

### Époque contemporaine

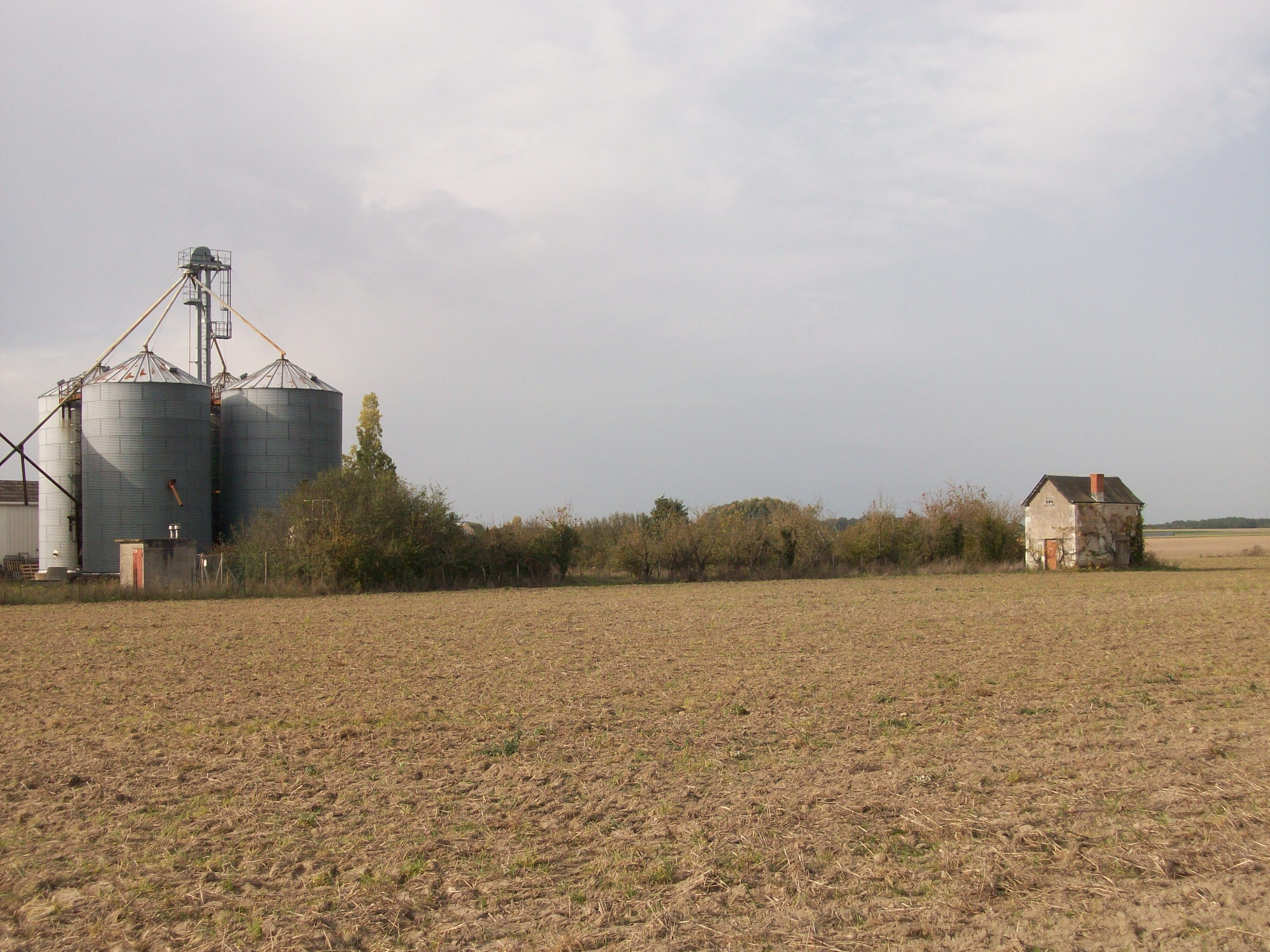
Évolution de l'agriculture à Sepmes: sur "le Médoc" : à droite, une loge de vigne des années 1900 avec quelques ceps encore, à gauche silos à céréales des années 1970, en activité et parcelle céréalière déchaumée.

Au XIXe siècle, l'agriculture progresse rapidement, les bâtiments de ferme s'organisent selon un plan en carré autour d'une cour ; souvent une maison de style bourgeois y est construite ; Sepmes en compte de nombreux exemplaires, certains étant restaurés. De nombreuses vignes occupent la campagne de Sepmes. Une section cadastrale est même appelée le Médoc en référence au célèbre vignoble. Ces vignes sont assez souvent flanquées de loges de vigne, permettant le repos du vigneron et éventuellement de son cheval. Leur degré de sophistication était très variable, allant des simples cabanes en planches, aujourd'hui détruites, aux maisonnettes coquettes (souvent moins de 10 m2), dont il reste quelques exemplaires dont une maisonnette double.
L'église est l'objet de nombreux travaux d'amélioration. Certains sont cependant regrettables, comme le grattage des murs et décorations de chapiteaux ou le coulage d'une dalle de béton masquant les sépultures seigneuriales du chœur et déséquilibrant l'édifice.
En 1863, le château de Sepmes est vendu par le comte de Murat et son épouse Marie-Marc-Aline d'Argenson. Il va alors subir de nombreuses dégradations.
Pendant la guerre de 1870, Sepmes s'est trouvée en limite de la zone occupée, l'avance des armées prussiennes s'étant arrêtée au nord de Sainte-Maure en janvier et février 1871. Menacée d'occupation et de réquisitions directes, la commune de Sepmes, comme les communes voisines, dut s'acquitter de la « somme extravagante de 16 590 francs... Un conseiller, Alfred Rabault proposa de prêter la somme de 2 765 francs immédiatement exigible, mais à un taux de 6 % ». Le comte Ludovic de Poix en paya une autre partie. Alfred Rabault qui avait prêté à un taux usuraire (par rapport aux habitudes) fut cependant élu maire en 1876. Riche producteur et négociant en vins, il se fit construire en face de l'église, une grande maison de maître ornée de têtes de Bacchus dans le style outrancier de l'époque, de grands chais et des communs. Rachetés progressivement par la commune, ces bâtiments devenus la mairie, la salle des fêtes et un gîte d'étape, constituent aujourd'hui, avec l'église, le cœur du village.

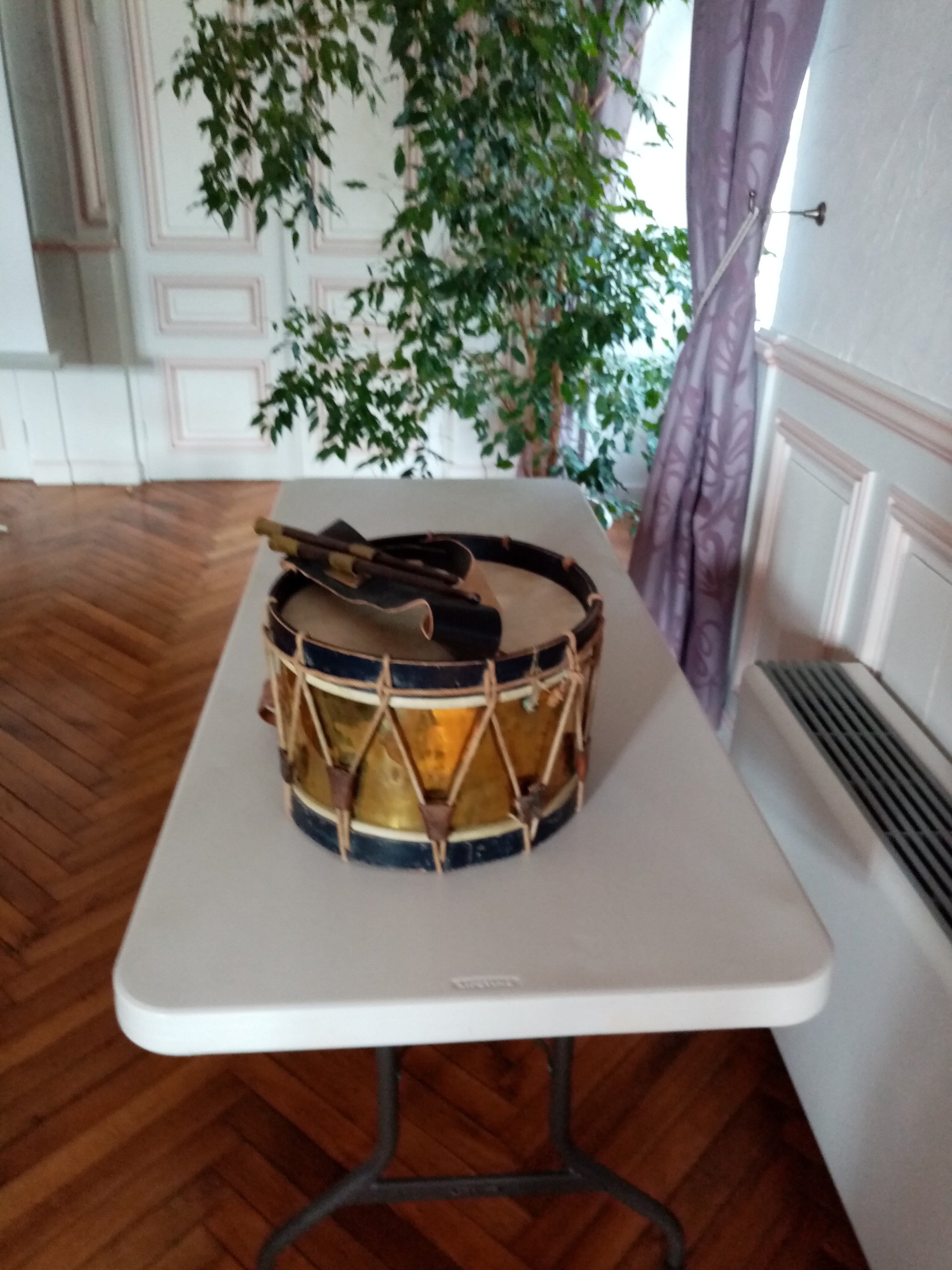
Tambour du garde champêtre conservé à la mairie.

Le mardi 17 septembre 1912, lors des « Grandes manœuvres de l'Ouest », de nombreuses personnalités sont venues à Sepmes : le président de la République Armand Fallières, le président du Conseil Raymond Poincaré, le chef d'État-major Joseph Joffre ainsi que le Grand-duc Nicolas Nikolaïevitch de Russie, futur commandant suprême de l'Armée impériale russe. Ces manœuvres destinées aussi à préparer l'opinion publique à la guerre, engageaient 110 000 hommes et, pour la première fois, des corps d'armée composés exclusivement de réservistes ainsi que cinq escadrilles d'aéroplanes. Sepmes s'est retrouvé au cœur de la bataille finale, les 18 et 19 septembre.
Pendant la Seconde Guerre mondiale, Marie-Thérèse de Poix mit son château de la Roche-Ploquin, au service des réseaux résistants Marie-Odile et Turma-Vengeance. Il devint un véritable centre de transit pour les personnes désireuses de passer la ligne de démarcation distante de 15 km : prisonniers évadés, réfractaires au Service du travail obligatoire, familles juives, aviateurs alliés abattus. Ces réseaux étaient dirigés localement par l'abbé Henri Péan, curé de Draché ; y participaient à Sepmes, notamment, Mme Babin, MM. Rentien et Marius Saint-Aubin avec l'aide d'Alphonse Cathelin de Marcé-sur-Esves et d'André Goupille de La Haye-Descartes. Andrée Babin, la secrétaire de mairie de Sepmes fabriquait de faux papiers. Certains habitants de Sepmes comme M. Rentien, boucher, participèrent au ravitaillement du château. Des parachutages furent organisés à la ferme des Hérauts, toute proche. La Gestapo démantela le réseau en février 1944. Les résistants et fugitifs pris furent interrogés, torturés et expédiés en camps de concentration. « Sur les cinquante hommes de la prison de Tours, déportés le 16 mai, dix-sept seulement revinrent vivants ». L'abbé Péan mourût sous la torture (Clara Knecht).
À son retour de camp et après une longue convalescence en Suède, Mme de Poix retrouva son château pillé. Elle renonça à le restaurer et en fît don (sauf la chapelle qu'elle garda comme nécropole familiale), en 1952, à la paroisse Saint-Séverin des champs de Paris. En 1957, il devînt une Maison familiale rurale préparant au brevet agricole puis aux métiers du cheval jusqu'en 2010.

## Administration municipale
Le nombre d'habitants au dernier recensement étant compris entre 500 et 1 499, le nombre de membres du conseil municipal est de 15.

### Tendances politiques et résultats
Au premier tour des élections municipales de 2014, les 15 candidats ont été élus dès le premier tour, le taux d'abstention était de 28,09 %.

### Liste des maires
| Période                                  | Période                    | Identité      | Étiquette | Qualité      |
| ---------------------------------------- | -------------------------- | ------------- | --------- | ------------ |
| Les données manquantes sont à compléter. |                            |               |           |              |
| mars 1977                                | mars 2008                  | Pierre Guiet  |           | Agriculteur  |
| mars 2008                                | En cours (au 4 avril 2014) | Régine Rezeau | SE-DVG    | Agricultrice |

Marie-Thérèse de Poix a été élue maire-adjoint de la commune avant même son retour de camp en avril 1945.

## Population et société

### Démographie
Les habitants sont appelés les Sepmois.

#### Évolution démographique
L'évolution du nombre d'habitants est connue à travers les recensements de la population effectués dans la commune depuis 1793. Pour les communes de moins de 10 000 habitants, une enquête de recensement portant sur toute la population est réalisée tous les cinq ans, les populations de référence des années intermédiaires étant quant à elles estimées par interpolation ou extrapolation. Pour la commune, le premier recensement exhaustif entrant dans le cadre du nouveau dispositif a été réalisé en 2004.

En 2022, la commune comptait 605 habitants, en évolution de −4,72 % par rapport à 2016 (Indre-et-Loire : +1,67 %, France hors Mayotte : +2,11 %).
| 1793 | 1800 | 1806 | 1821 | 1831 | 1836 | 1841 | 1846 | 1851 |
| ---- | ---- | ---- | ---- | ---- | ---- | ---- | ---- | ---- |
| 609  | 665  | 668  | 678  | 780  | 791  | 777  | 824  | 796  |

| 1856 | 1861 | 1866 | 1872 | 1876 | 1881 | 1886 | 1891 | 1896 |
| ---- | ---- | ---- | ---- | ---- | ---- | ---- | ---- | ---- |
| 822  | 841  | 818  | 789  | 819  | 834  | 887  | 870  | 851  |

| 1901 | 1906 | 1911 | 1921 | 1926 | 1931 | 1936 | 1946 | 1954 |
| ---- | ---- | ---- | ---- | ---- | ---- | ---- | ---- | ---- |
| 804  | 828  | 874  | 760  | 822  | 818  | 863  | 802  | 770  |

| 1962 | 1968 | 1975 | 1982 | 1990 | 1999 | 2004 | 2006 | 2009 |
| ---- | ---- | ---- | ---- | ---- | ---- | ---- | ---- | ---- |
| 746  | 655  | 547  | 519  | 598  | 645  | 647  | 642  | 670  |

| 2014 | 2019 | 2022 | - | - | - | - | - | - |
| ---- | ---- | ---- | - | - | - | - | - | - |
| 649  | 617  | 605  | - | - | - | - | - | - |

#### Pyramide des âges
En 2018, le taux de personnes d'un âge inférieur à 30 ans s'élève à 29,7 %, soit en dessous de la moyenne départementale (34,9 %). À l'inverse, le taux de personnes d'âge supérieur à 60 ans est de 29,3 % la même année, alors qu'il est de 27,8 % au niveau départemental.
En 2018, la commune comptait 314 hommes pour 309 femmes, soit un taux de 50,4 % d'hommes, largement supérieur au taux départemental (48,09 %).
Les pyramides des âges de la commune et du département s'établissent comme suit.
| Hommes | Classe d’âge | Femmes |
| ------ | ------------ | ------ |
| 2,3    | 90 ou +      | 1,0    |
| 7,1    | 75-89 ans    | 10,1   |
| 21,2   | 60-74 ans    | 17,0   |
| 23,5   | 45-59 ans    | 25,5   |
| 15,8   | 30-44 ans    | 17,3   |
| 16,1   | 15-29 ans    | 12,4   |
| 14,1   | 0-14 ans     | 16,7   |

| Hommes | Classe d’âge | Femmes |
| ------ | ------------ | ------ |
| 0,9    | 90 ou +      | 2,2    |
| 7,9    | 75-89 ans    | 10,2   |
| 17,3   | 60-74 ans    | 18,1   |
| 19,8   | 45-59 ans    | 19,1   |
| 17,9   | 30-44 ans    | 17,2   |
| 18,5   | 15-29 ans    | 17,5   |
| 17,6   | 0-14 ans     | 15,6   |

### Enseignement
La commune administre une école primaire publique au sein du regroupement pédagogique intercommunal (RPI) Esves & Manse avec les écoles des communes de Draché et de Marcé-sur-Esves. La commune administre également la micro-crèche Caramel.

## Économie
Sepmes est classée en zone de revitalisation rurale par arrêté du 16 mars 2017.

### Revenus de la population et fiscalité
En 2011, le revenu fiscal médian par ménage était de 29 384 €, ce qui plaçait Sepmes au 16 976e rang parmi les 31 886 communes de plus de 49 ménages en métropole.
En 2010, 47,2 % des foyers fiscaux n'étaient pas imposables.

### Emploi
En 2010, la population âgée de 15 à 64 ans s'élevait à 437 personnes dont 78,5 % d'actifs : 73,1 % d'actifs ayant un emploi et 5,4 % d'actifs chômeurs.
On comptait 268 emplois dans la zone, contre 210 en 1999. Le nombre d'actifs ayant un emploi résidant dans la zone d'emploi étant de 322, l'indicateur de concentration d'emploi est de 83,3, ce qui signifie que la zone d'emploi offre un peu plus de 4 emplois pour 5 habitants actifs.

### Entreprises et commerces
Au 31 décembre 2011, Sepmes comptait 80 établissements : 37 dans l'agriculture-sylviculture-pêche, 6 dans l'industrie, 12 dans la construction, 22 dans le commerce-transports-services divers, et 3 dans l'administration publique-enseignement-santé-action sociale.

#### Principales entreprises
La menuiserie G.Dubois est la principale entreprise de Sepmes et la première menuiserie industrielle de la région Centre-Val de Loire. Elle a été fondée en 1987 par Gérard et Marie-José Dubois et rachetée en 2010 par Guillaume d'Ocagne qui en est (en 2017) le dirigeant depuis cette date. G.Dubois employait 160 salariés en 2016. Fin 2023, devenue le Groupe Dubois, la société privilégie ses nouvelles installations à Montbazon, emploie 420 personnes et expérimente la semaine de quatre jours travaillés une semaine sur deux.
Les Vergers de la Manse (vergers de pommiers et poiriers, production de jus de fruits, vente de fruits et légumes) emploient 16 salariés en 2017. C'est l'entreprise lauréate du Top des tops des entreprises 2017 en Indre-et-Loire (concours organisé par le journal La Nouvelle République).

#### Tourisme
L'offre touristique à Sepmes est importante. Il y existe à un hôtel-restaurant quatre étoiles (installé dans l'ancien château de la Roche-Ploquin), un café-bar-restaurant, une boulangerie-épicerie, un magasin de producteurs-vente de produits locaux, une ferme pédagogique : le Cabri au lait (ferme bio avec élevage de chèvres laitières, fabrication et vente de fromages fermiers et plantes aromatiques), une ferme avec salle de réception et étang de pêche, un original petit parc d'attractions: le jardin d'artiste, une maison d'hôtes, des chambres d'hôtes, des gîtes et le camping municipal.
Le Sentier d'interprétation des Coteaux Draché-Sepmes fournit de très agréables occasions de randonnée pédestre. Sepmes est aussi placé sur l'un des itinéraires touristiques balisés pour le vélo en Sud-Touraine.

#### Autres
Les autres activités agricoles concernent les cultures de blé tendre, tournesol, colza, maïs, orges, blé dur, luzerne, les élevages de vaches laitières et chèvres laitières avec des prairies et les services (Entreprises de travaux agricoles). Le nombre d'agriculteurs est en diminution constante. Sepmes est le siège d'une AMAP.
Environ une dizaine d'artisans exercent à Sepmes dans des domaines variés.

## Culture locale et patrimoine

### Lieux et monuments
La commune compte deux monuments répertoriés à l'inventaire des monuments historiques et aucun lieu ou monument répertorié à l'inventaire général du patrimoine culturel. Par ailleurs, elle compte 6 objets répertoriés à l'inventaire des monuments historiques et aucun objet répertorié à l'inventaire général du patrimoine culturel.

#### Lieux et monuments remarquables
- L'église paroissiale Notre-Dame, de la fin du XIIe siècle, est « inscrite » en totalité depuis le 30 avril 2010[114]. Cette église a été reconstruite sur les ruines d'une église romane du XIe siècle dont il reste des traces (principalement la base du clocher). Elle comporte une seule nef élargie à l'endroit du chœur. Le chevet plat est percé en son centre et complété par une abside à cinq pans. Cette disposition a été remarquée par l'historien de l'art Gérard Fleury qui classe Notre-Dame de Sepmes dans un groupe présentant le style gothique de l'Ouest de la France inspiré de la cathédrale de Poitiers[54]. Il reste des sculptures du Moyen Âge surtout sur les châpiteaux. Au XVIe siècle l'église est flanquée d'une chapelle de style Renaissance avec un remarquable plafond à caissons avec clefs pendantes. Elle contient une belle cuve baptismale datée de la fin du Moyen Âge. La plus grosse des cloches offerte par Anne de Rohan en 1674. est inscrite[42].
- Depuis le 26 mai 1977, le château de Sepmes du XVIe siècle est « classé » et le bâtiment des communs est « inscrit »[115]. Ce château renferme un intéressant escalier à plafond à caissons qui semble être de même facture que ceux du château d'Azay-le-Rideau et du château de l'Islette[116].

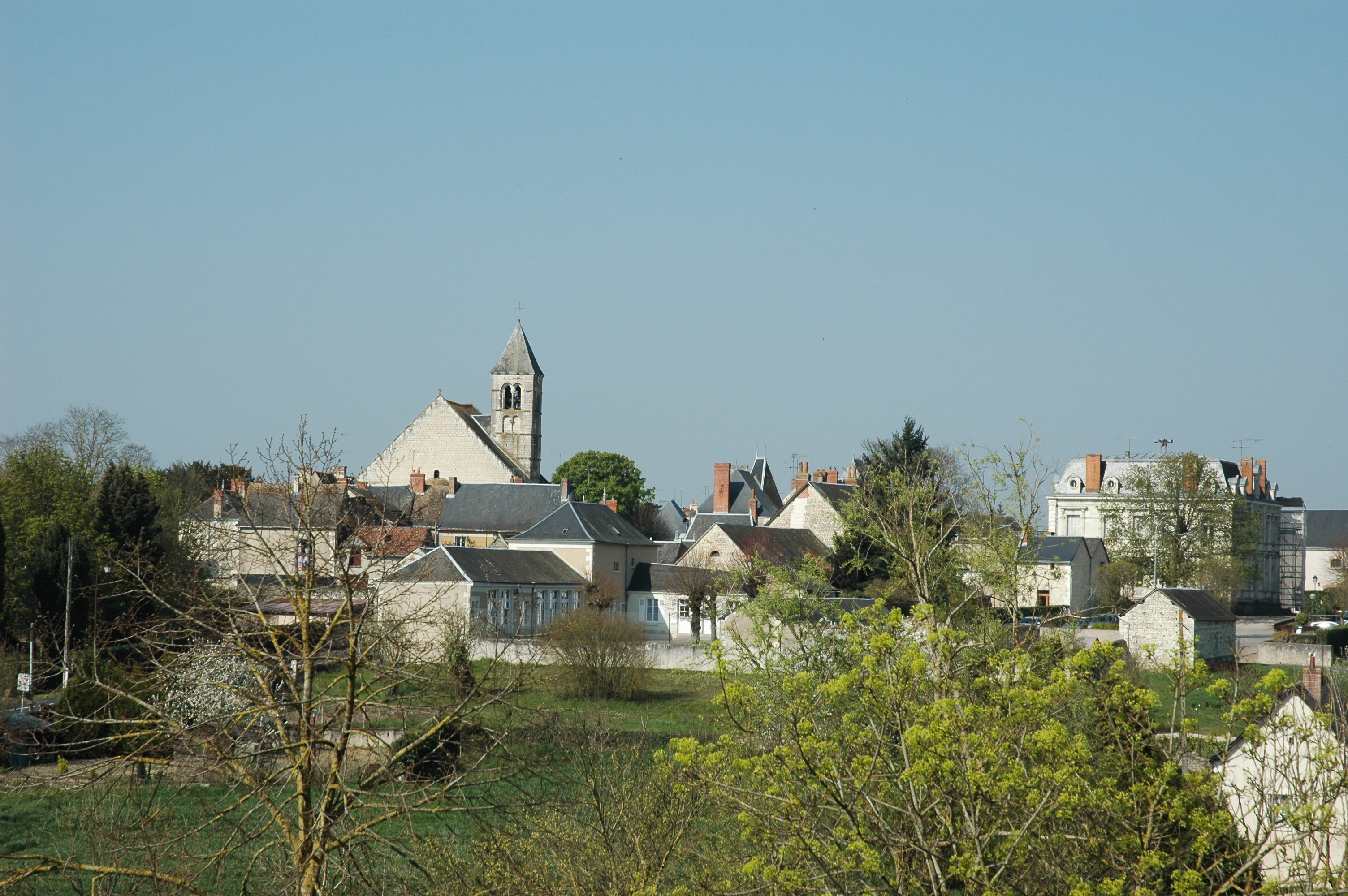
Sepmes, vue du lieu-dit Les Berthiers. À gauche, l'église paroissiale ; à droite, la mairie.
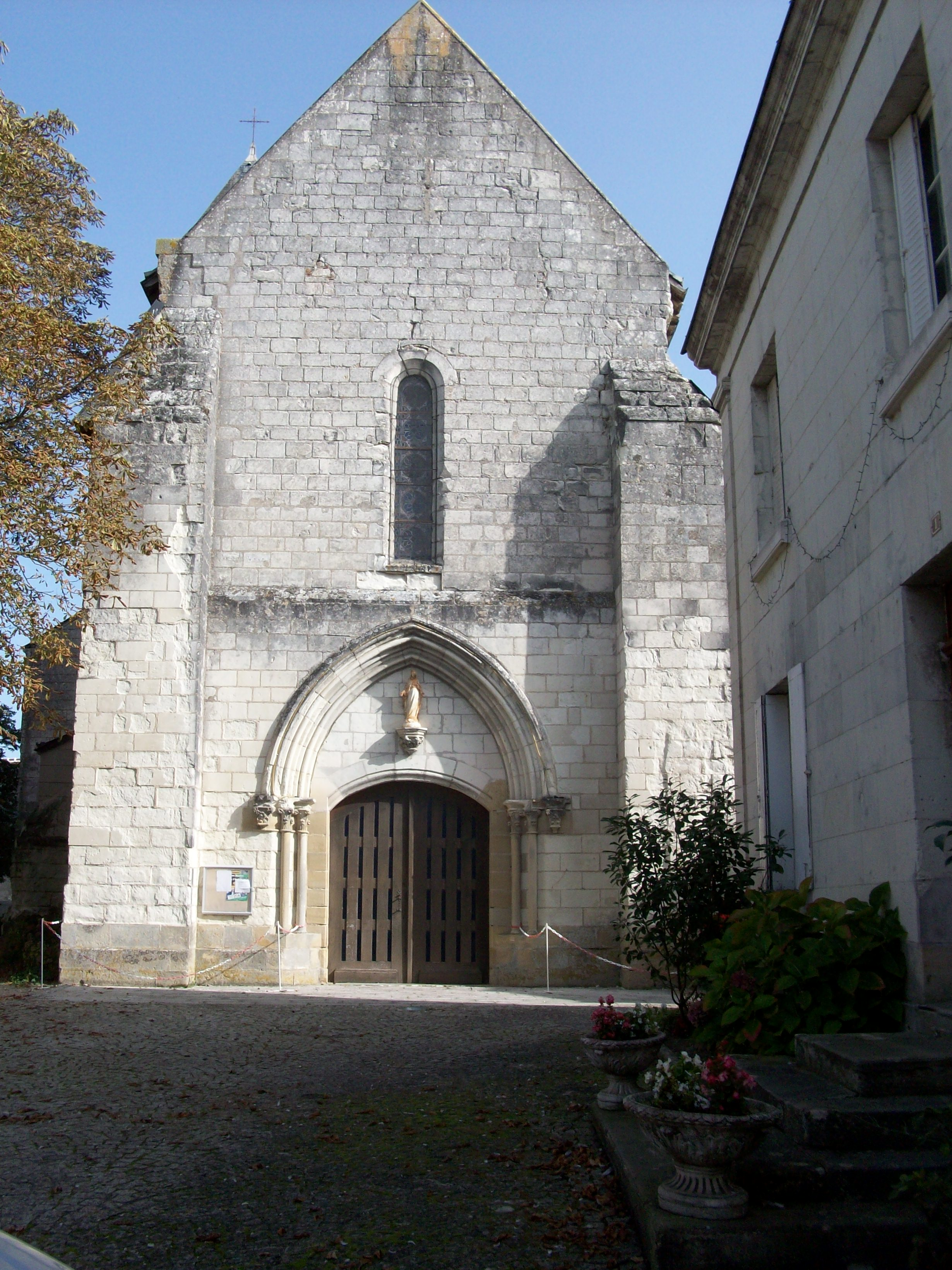
Façade de l'église
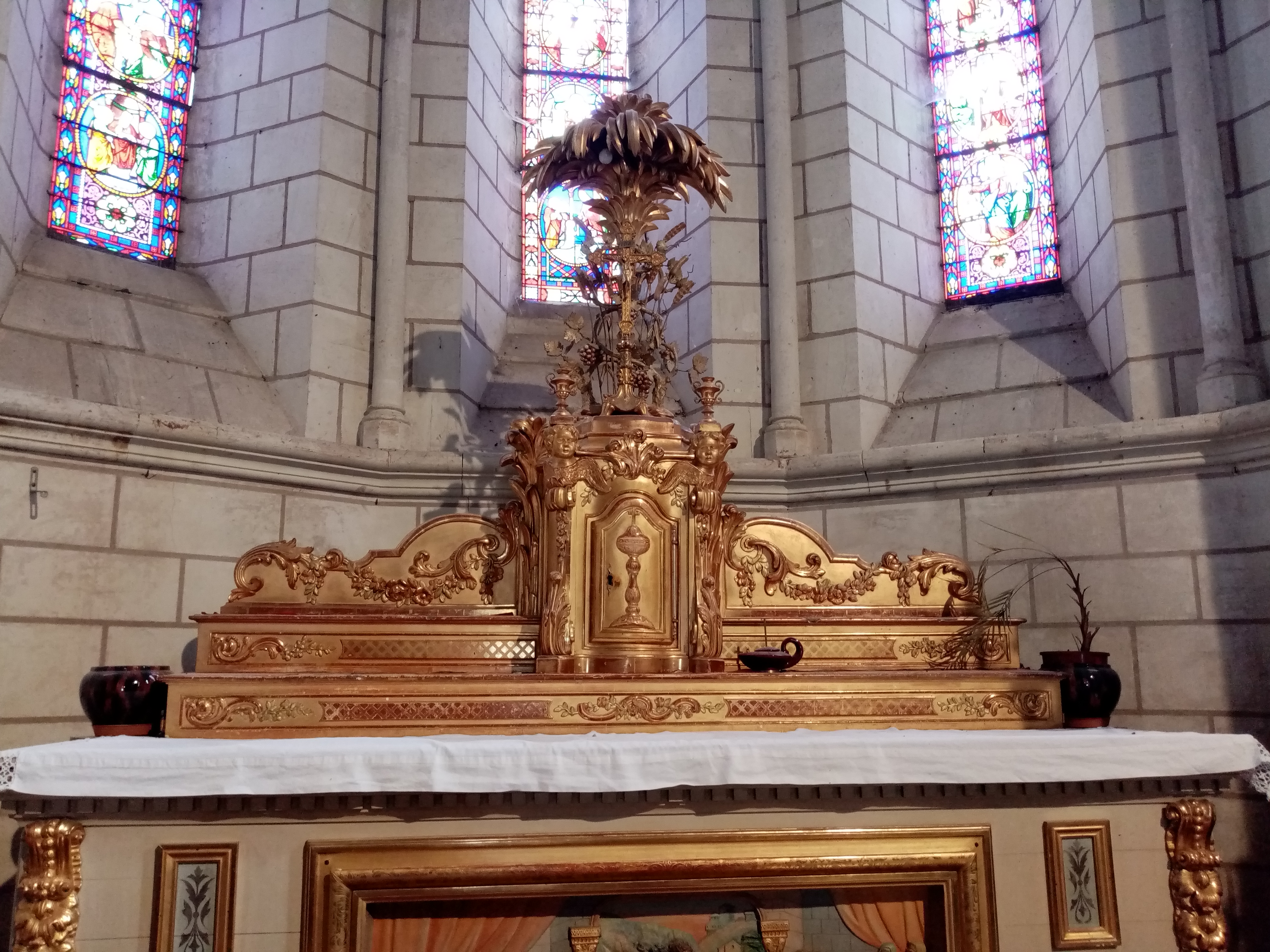
Maître-autel de l'église.
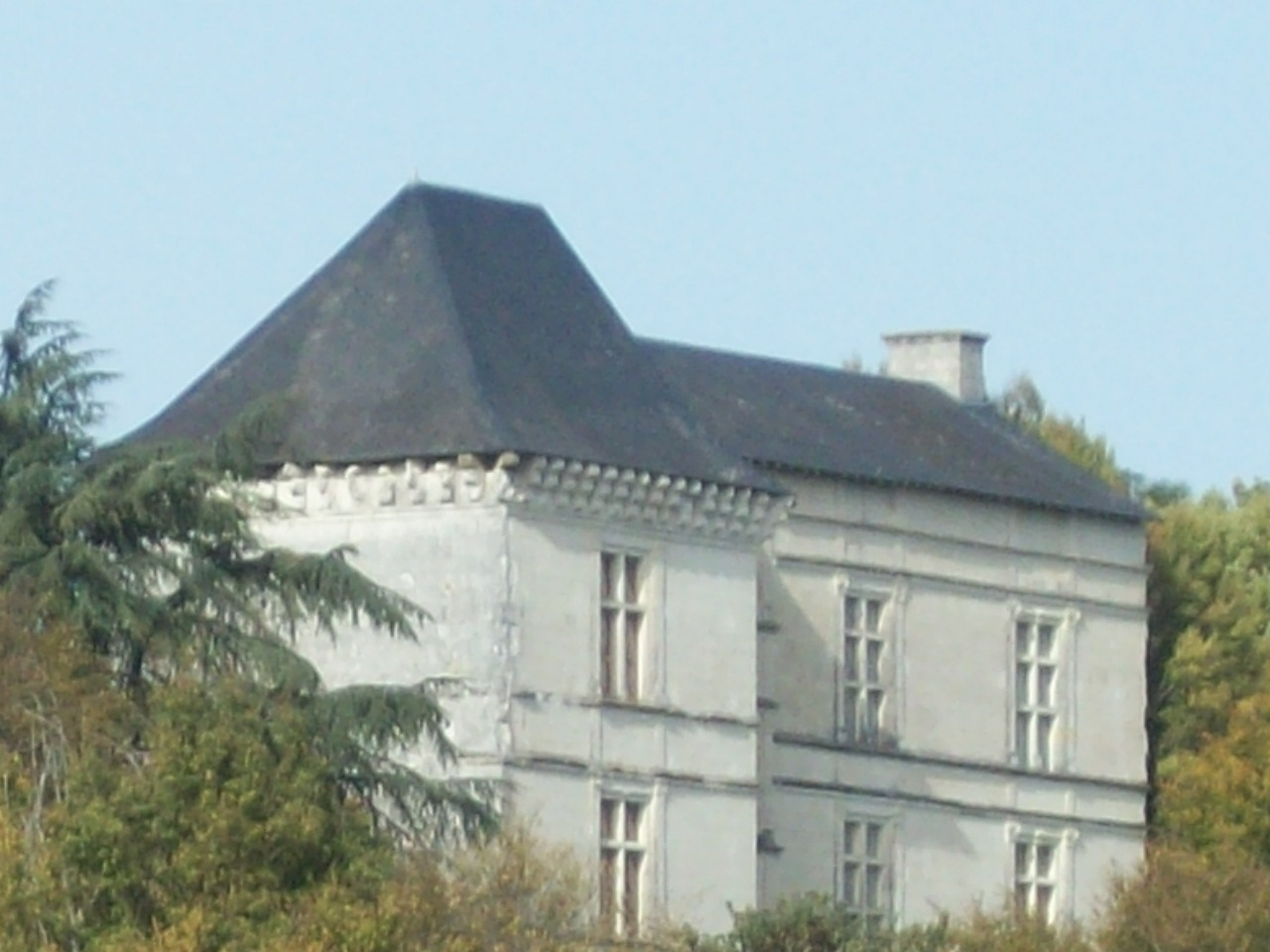
Le  Vieux Château de Sepmes construit pour Jean de Taix.
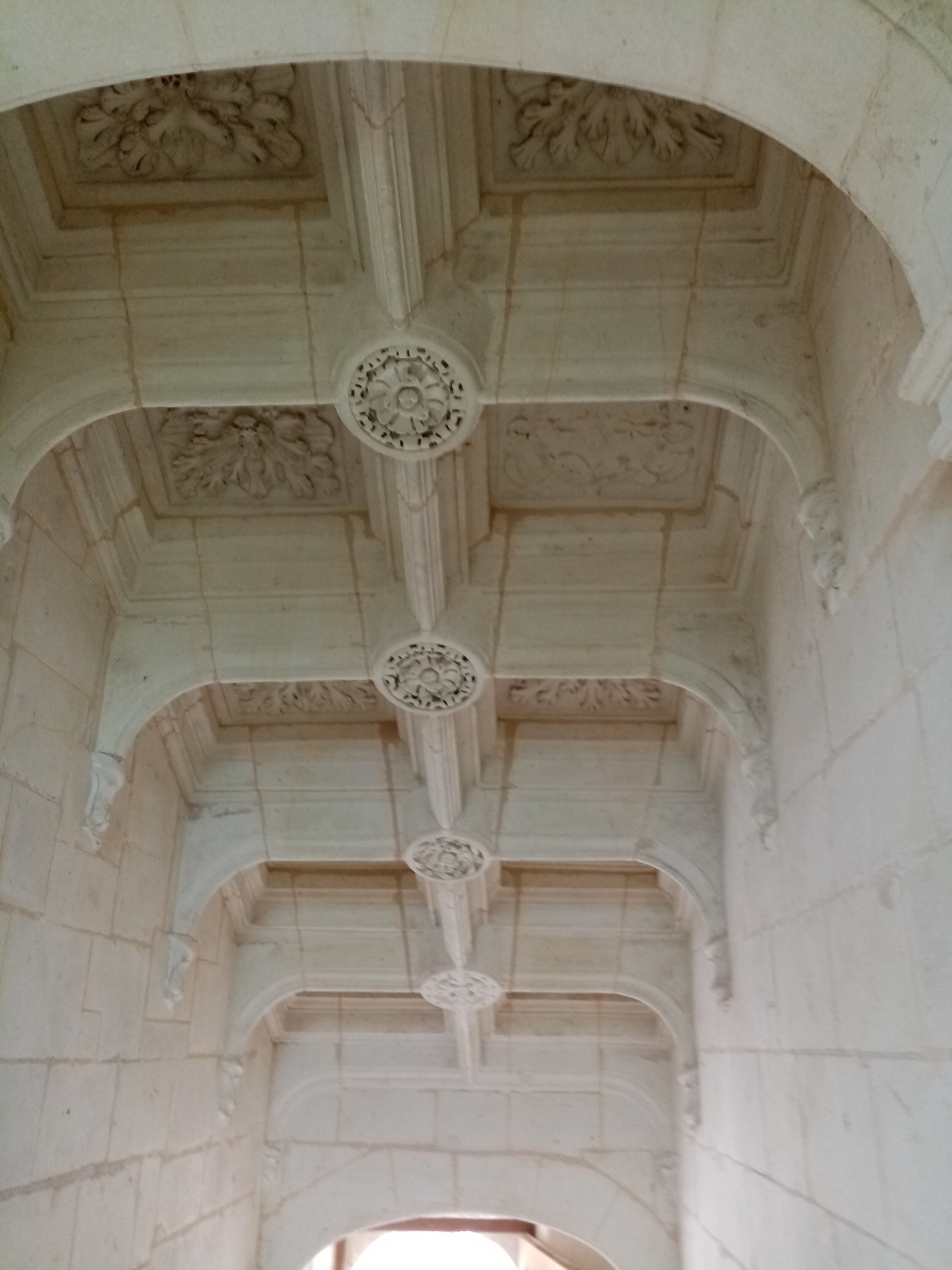
Plafond à caissons du grand escalier du château

#### Autres lieux et monuments
- Le château de la Roche Ploquin se situe dans la vallée de la Manse, à deux km au nord de Sepmes[117]. En 1096, le lieu était connu sous le nom de "Rupes Gaufridi Peloquini, super Etmantiam" (cartulaire de Noyers, charte 240), c'est-à-dire la Roche de Geoffroy Peloquin sur la Manse[118]. Geoffroy Peloquin, seigneur de L'Île-Bouchard, qui a donné son nom au château[119]. Ancien fief relevant de Sainte Maure (Sainte Maure de Touraine, ville située à environ six km de Sepmes), le château appartenait en 1417 à Quentin de Betz. La famille de Betz le conservera jusqu'au début du XVIe siècle, puis le château passera dans la famille l'Huissier jusqu'à la fin du XVIe siècle. À partir de cette date, le château appartint à la famille du Puy, et en 1789 le château appartenait à Claude-Charles Coliette de Lescanville, lieutenant-colonel d'infanterie, chevalier de Saint-Louis[120]. Au XIXe, le château appartint de nouveau à la famille du Puy, avant de passer dans la Famille Tyrel de Poix peu après le mariage de Marie-Eugénie du Puy, fille unique du propriétaire de l'époque Jean-Pierre du Puy, avec Louis-Anne de Poix[121]. Le château de la Roche-Ploquin fut construit à flanc de coteau au XVe siècle[120] sur la base d'une forteresse plus ancienne, datant probablement du XIIIe siècle. Le château fut très remanié au XVIIIe siècle[122], ainsi qu'au XIXe siècle avec notamment l'ajout d'un pavillon rectangulaire, situé sur la façade Est, et contenant une imposante cage d'escalier, puis au début du XXe siècle, peu avant 1910, au niveau des lucarnes, pour la plupart refaites dans le style néo-classique. Le château comprend deux corps de bâtiment en équerre, ainsi qu'une imposante tour à la base fortifiée. Dans le parc du château, se trouve une chapelle du XIXe siècle, dans laquelle repose la vicomtesse Marie-Thérèse de Poix ainsi que certains membres de sa famille, dont Jean-Pierre du Puy, sa fille Marie-Eugénie et l'époux de celle-ci, Louis-Anne de Poix. C'est en 2020 un hôtel quatre étoiles.
- Le château du Grand-Relay est daté du XVe siècle  il appartint à la famille de Betz comme la Roche-Ploquin puis à la Famille d'Aviau de Piolant de 1567 à la Révolution. Il reste du château originel une tour et un souterrain-refuge[35], la partie principale ayant été remplacée par un logis Renaissance.
- La mairie de Sepmes est installée dans une imposante maison de maître, construite en 1885 par Alfred Rabault, négociant en vins et ancien maire de Sepmes[123].
- Dans la pittoresque vallée des Coteaux (ou vallée de la Manse), un vieux village troglodytique contient un souterrain-refuge datant du Moyen Âge.

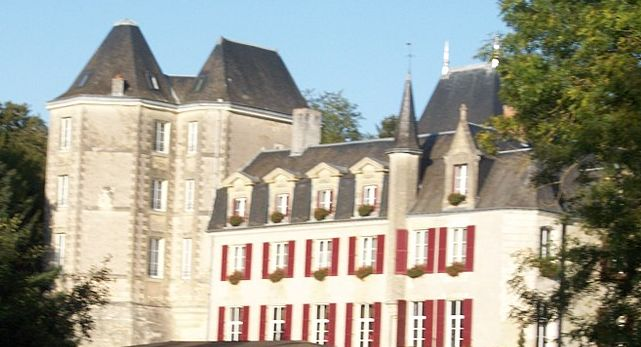
Le château de la Roche-Ploquin, ancienne demeure de la famille de Poix, dans la vallée de la Manse en 2017.
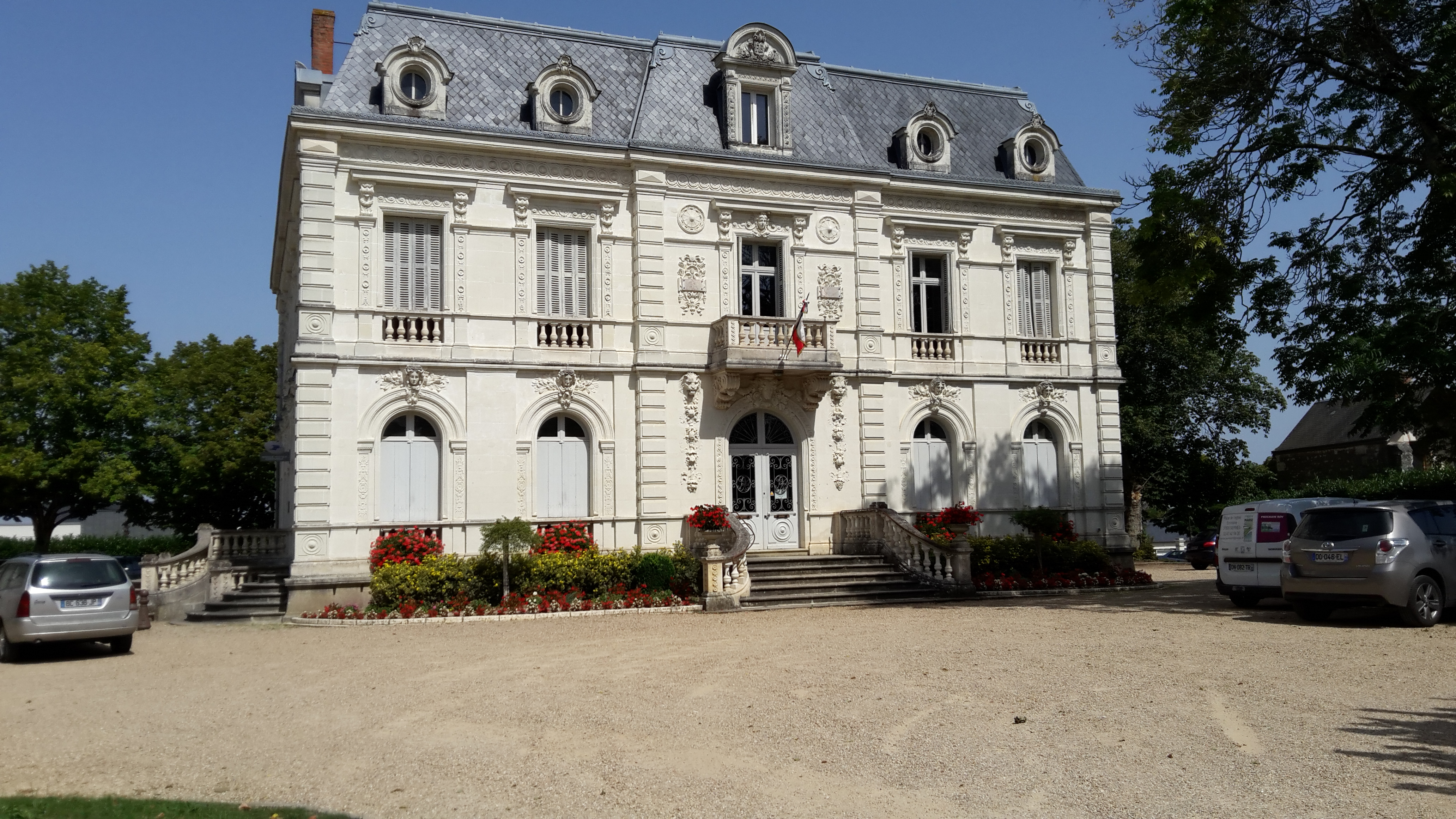
Mairie de Sepmes, maison de maître de 1885, dite autrefois Château-Rabault.
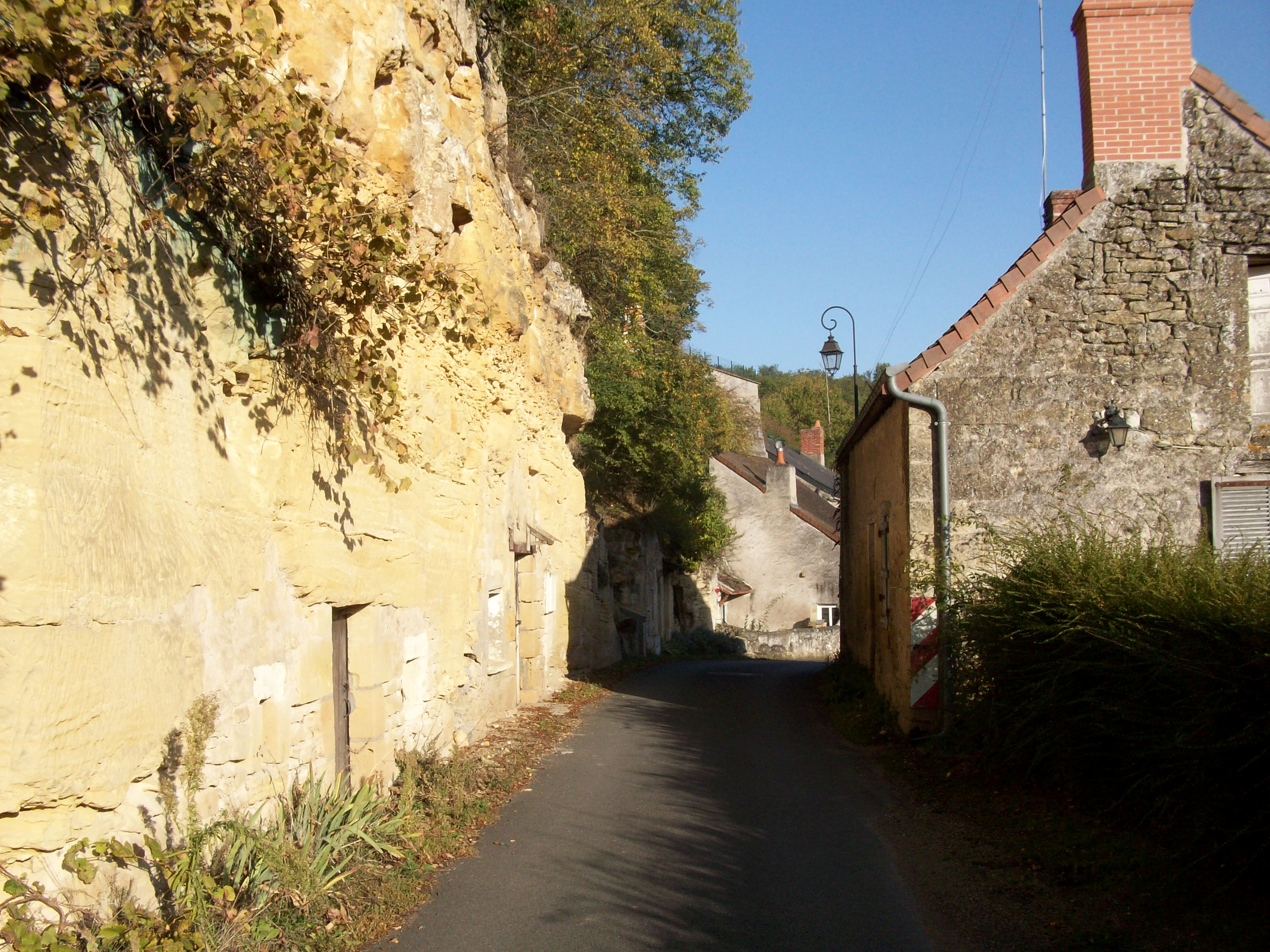
Habitations troglodytiques, Route des Côteaux, Vallée de la Manse.

### Personnalités liées à la commune
- Jean Barbin (1406-1469)

Il est d'abord connu comme seigneur de la Tour Sybile et de la Grange-Hocquet (aujourd'hui la Grange-Hacquet, ces hameaux de Sepmes sont voisins) et viguier de Poitiers. Par héritage, mariage et habileté en affaires, il devient très riche. Le couple possêde de très nombreux domaines en Poitou et Touraine. Il entre au Conseil du Roi Charles VII et devient avocat général au Parlement de Paris. Homme influent et fidèle, il est mêlé aux plus grandes affaires du règne : examen et interrogatoire de Jeanne d'Arc à Poitiers en 1429, relations avec la Papauté, hommages des Ducs de Bretagne au Roi de France : Jean V à Chinon  en 1445, Pierre II en 1450 à Montbazon, procès de Jean V d'Armagnac (ce grand seigneur avait épousé sa propre sœur et trahi le roi) en 1445, procès de Jacques Cœur en 1451-1452, procès en réhabilitation de Jeanne d'Arc en 1451. Il tombe en disgrâce à l'avènement de Louis XI. À partir de 1450 la Tour Sybile appartint à Mathurin Barbin, chambellan du roi.
- Seigneurs de Sepmes : Jean de Taix en 1546

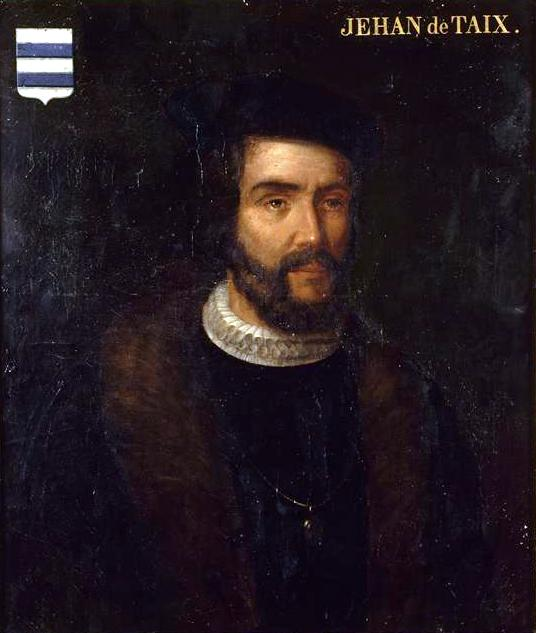
Jean de Taix en 1546

- Comte Jean de Thais (Thais ferait référence à une seigneurie de Sorigny et non d'Yzeures comme cela a aussi été proposé), écuyer de François 1er, panetier ordinaire du Roi, capitaine de cinquante hommes d'armes (officier des compagnies d'ordonnance du Roi), Grand Maître de l'artillerie de France (1546), colonel-général des Bandes françaises (1544-1547), gouverneur de Loches, fît rebâtir pour lui le château de Sepmes. Lors de la Bataille de Cérisoles (1544), il commandait 4000 fantassins, en partie équipés des premières arquebuses, qui contribuèrent grandement à la victoire. S'étant moqué de Diane de Poitiers, l'influente favorite royale, de vingt ans plus âgée que le roi, il est évincé de ses charges nationales au profit de son rival, le comte de Brissac, en 1547. Il est cité dans La Princesse de Clèves, pour cet épisode.  Mort au siège de Hesdin en 1553, sa dépouille est ramenée et enterrée dans le chœur de l'église de Sepmes.
- Famille Strozzi, condottiere italiens, ils accédèrent aux plus hautes fonctions militaires en France. On leur devrait la décoration de la cheminée de la grande chambre du château de Sepmes.
- Jeanne de Thais, sœur de Jean, et son époux Louis Brossin de Méré; ce dernier, qui avait contribué au financement de l'armée royale, fut aussi gouverneur de Loches et, brièvement semble-t-il, aux charges de grand-maître de l'artillerie et de colonel-général. Mort en 1569 ou 1570, il est également enterré dans l'église de Sepmes.
- Famille de Rohan-Montbazon
- Famille de Voyer de Paulmy d'Argenson
- Andrée Babin (1903-1945)

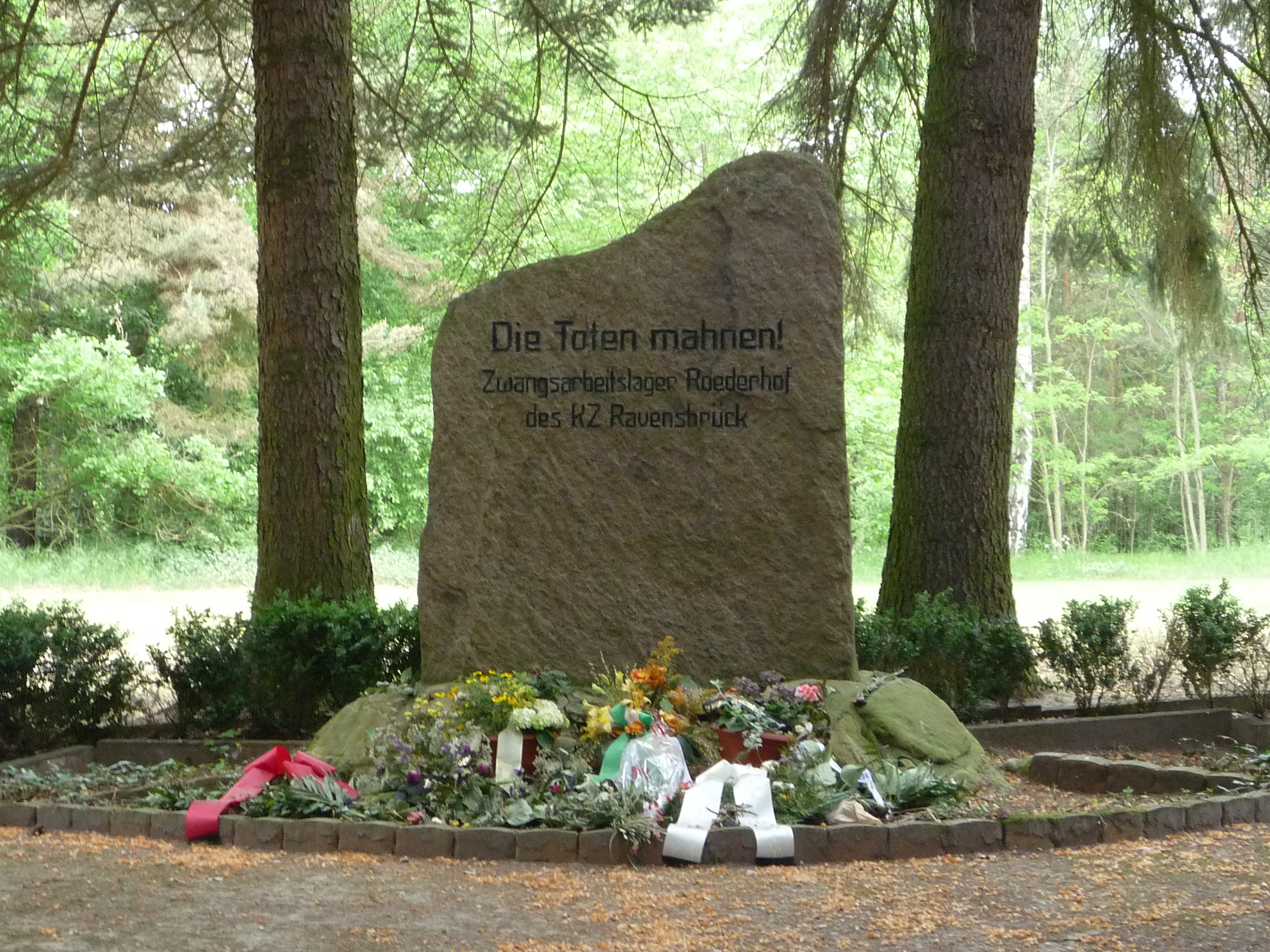
Stèle du Souvenir à Belzig ("sous-camp" de concentration nazi)

Secrétaire de mairie de Sepmes de 1929 à 1944 et résistante, elle fabriquait de faux-papiers (cartes d'identité et cartes d'alimentation) pour la Résistance. Elle est arrêtée le 25 mai 1944 et envoyée à Ravensbrück puis de là à Belzig, un sous-camp de travail (KZ-Außenlager Belzig (de)) de Ravensbrück, situé au sud-ouest de Berlin, où l'on fabriquait des munitions. Elle est morte, du tétanos contracté soit par accident, soit par injection le 22 avril 1945, quelques jours avant la libération du camp. Une plaque commémorative a été apposée en son honneur en 2011 sur le mur de l'actuelle école de Sepmes (la mairie pendant la guerre où elle travaillait), lieu de son arrestation.
- Marie-Thérèse de Poix (1894-1970)

Infirmière militaire volontaire pendant les deux guerres, elle anima un groupe de résistants et mit son château de la Roche-Ploquin au service de la Résistance pendant la Seconde Guerre mondiale. Elle fut arrêtée en février 1944, torturée et déportée. C'est la dernière châtelaine de la Roche-Ploquin.
- Walter Wottitz (1912-1986), directeur de la photographie, Golden Globe et Oscar de la meilleure photographie pour Le Jour le plus long en 1963, avait acheté une maison au centre de Sepmes à la suite de prises de vue à Richelieu pour Le Train (1973). Il y passa une partie de sa retraite jusqu'en 1982.
- Fred Guitton (né en 1951)

Clarinettiste de jazz, né à Sepmes.
- Bernard Chevalier (1923-2019)

Professeur à l'Université François-Rabelais de Tours, historien auteur d'ouvrages sur le Moyen Âge et la Renaissance, docteur ès lettres (Paris IV, 1972), membre de l'Académie des sciences, arts et belles-lettres de Touraine. Son arrière-grand-père, René Chevalier a été maire de Sepmes de 1865 à 1876.
- Pierre Guiet (1928-2022), agriculteur, éleveur laitier, responsable professionnel agricole. Il a été l'un des fondateurs et le premier président en 1969 du syndicat national Fédération française de l'agriculture (devenu en 1991 la Coordination rurale)[136], président de la Chambre d'agriculture d'Indre-et-Loire de 1975 à 1983, membre du Conseil économique, social et environnemental régional Centre[137], maire de Sepmes de 1977 à mars 2008.
- Gérard (né en 1951) et Marie-José Dubois

Fondateurs de l'entreprise G.Dubois à Sepmes. Gérard Dubois est maire de Marcé-sur-Esves et conseiller général (canton de Descartes). Il a été élu député suppléant de Sophie Auconie en 2017.

### Blasonnement
| Blason de Sepmes | Blason  | "D'azur à une barre d'argent chargée d'une barre d'azur surchargée de l'inscription de SEPMES en capitales d'or ( rangées en barre et posées en bande) accompagnée en chef de deux épis du même et en pointe de deux jonquilles aussi d'or, tigées et feuillées de sinople; le tout enfermé dans une filière d'argent. |
| Blason de Sepmes | Détails | Le statut officiel du blason reste à déterminer. |